# Danish Music Awards
Danish Music Awards (forkortet DMA) er en dansk prisuddeling inden for populærmusik, der har været en årlig begivenhed siden 1989. Bag prisen står den danske afdeling af pladeselskabernes internationale brancheorganisation IFPI.
De to første år kaldtes arrangementet IFPI-prisen, hvorefter det skiftede navn til Dansk Grammy. Det nuværende navn, Danish Music Awards, er fra 2001, hvor højesteret slog fast, at arrangørerne af den amerikanske Grammy-uddeling, Recording Academy, har eneret til navnet Grammy.
Prisen har været uddelt hvert år med undtagelse af 2018, hvor det blev aflyst, fordi IFPI ønskede at gentænke konceptet.
I flere år blev både nominerede og vinderne bestemt af et jury på 25-30 personer. Siden 2019 har det dog være begrænset til seks personer, tre af hvert køn, og udvælgelsesprocessen er hemmelig. Dette har medført kritik af at udvælgelsen er for indespist og uigennemskuesligt.

## Mest vindende ved DMA
| Priser  | Kunstner            |
| ------- | ------------------- |
| 16      | Thomas Helmig       |
| 10 (12) | D-A-D               |
| 10      | Nephew              |
| 9       | Sort Sol            |
| 9       | "Diverse kunstnere" |
| 8 (10)  | Aqua                |
| 8       | Lars H.U.G          |
| 7 (8)   | Safri Duo           |
| 7       | Caroline Henderson  |
| 6 (10)  | Kashmir             |
| 6 (7)   | Hanne Boel          |
| 5 (8)   | tv·2                |
| 5 (8)   | Østkyst Hustlers    |
| 6       | Marie Key           |
| 6       | Medina              |

## Show efter år

### IFPI-prisen 1989
Lørdag den 25. februar 1989 i KB-Hallen, Frederiksberg.
| Kategori                | Vinder                                                                                   |
| ----------------------- | ---------------------------------------------------------------------------------------- |
| Årets Danske Album      | Anne Linnet - Jeg er jo lige her                                                         |
| Årets Danske Gruppe     | Dodo & The Dodos                                                                         |
| Årets Danske Sangerinde | Hanne Boel                                                                               |
| Årets Danske Sanger     | Thomas Helmig                                                                            |
| Årets Danske Hit        | Søs Fenger, Thomas Helmig, Sanne Salomonsen & Anne Linnet - "Den jeg elsker, elsker jeg" |
| Årets Udenlandske Album | Tracy Chapman - Tracy Chapman                                                            |
| Pressens Pris           | Johnny Madsen                                                                            |

### IFPI-prisen 1990
Lørdag den 25. februar 1990 i KB-Hallen, Frederiksberg.
| Kategori                | Vinder                         |
| ----------------------- | ------------------------------ |
| Årets Danske Album      | Gnags - Mr. Swing King         |
| Årets Danske Gruppe     | Gnags                          |
| Årets Danske Sangerinde | Søs Fenger                     |
| Årets Danske Sanger     | Lars H.U.G                     |
| Årets Danske Hit        | Kim Larsen - "Tarzan Mama Mia" |
| Årets Udenlandske Album | Phil Collins - But Seriously   |
| Pressens Pris           | Lars H.U.G                     |
| Årets Nye Navn          | Nikolaj Christensen            |

### Dansk Grammy 1991
Lørdag den 23. februar 1991 i Bella Center, København.
| Kategori                                    | Vinder                                                                  |
| ------------------------------------------- | ----------------------------------------------------------------------- |
| Årets Danske Album                          | Hanne Boel - Dark Passion                                               |
| Årets Danske Gruppe                         | Ray Dee Ohh                                                             |
| Årets Danske Sangerinde                     | Hanne Boel                                                              |
| Årets Danske Sanger                         | Søren Sko                                                               |
| Årets Nye Danske Navn                       | Sko/Torp                                                                |
| Årets Danske Hit                            | Hanne Boel - "I Wanna Make Love to You"                                 |
| Årets Udenlandske Album                     | Gary Moore - Still Got the Blues                                        |
| Årets Udenlandske Sangerinde                | Sinead O'Connor                                                         |
| Årets Udenlandske Sanger                    | Björn Afzelius                                                          |
| Årets Udenlandske Hit                       | Sinéad O'Connor - "Nothing Compares 2 U"                                |
| Årets Nye Udenlandske Navn                  | Wilson Phillips                                                         |
| Årets Danske Rock Udgivelse                 | C.V. Jørgensen - I det muntre hjørne                                    |
| Årets Danske Pop Udgivelse                  | Love Shop - 1990                                                        |
| Årets Danske Rap/Dance Udgivelse            | Yasmin - Wanna Dance                                                    |
| Årets Danske Entertainment Udgivelse        | De Nattergale - Det kan jo aldrig gå værre en hiel gal                  |
| Årets Danske Heavyrock Udgivelse            | Skagarack - A Slice of Heaven                                           |
| Årets Danske Børneudgivelse                 | Bamse & Kylling - Sange fra Bamses Billedbog 2                          |
| Årets Danske Sangskriver                    | C.V. Jørgensen                                                          |
| Årets Danske Producer                       | Poul Bruun for Hanne Boel - Dark Passion                                |
| Årets Danske Musikvideo                     | Hanne Boel - "Light In Your Heart"                                      |
| Årets Danske Cover,                         | Claus Andersen, for coveret til Anne Dorte Michelsen - Den ordløse time |
| Årets Danske Folk/Country/Western Udgivelse | Lars Lilholt Band - Kontakt                                             |
| Årets Danske Klassiske Udgivelse            | Ars Nova Vocal Group - Nicolas Gombert Sacred Music                     |
| Årets Danske Jazz Udgivelse                 | Thomas Blachman - Love Boat                                             |

### Dansk Grammy 1992
Lørdag den 22. februar 1992 i Falkoner Teatret, Frederiksberg.
| Kategori                                    | Vinder                                            |
| ------------------------------------------- | ------------------------------------------------- |
| Årets Danske Album                          | Sort Sol - Flow My Firetear                       |
| Årets Danske Gruppe                         | Sort Sol                                          |
| Årets Danske Sangerinde                     | Sanne Salomonsen                                  |
| Årets Danske Sanger                         | Peter Belli                                       |
| Årets Nye Danske Navn                       | Cut'N'Move                                        |
| Årets Danske Hit                            | Cut'N'Move - "Get Serious"                        |
| Årets Udenlandske Album                     | R.E.M. - Out of Time                              |
| Årets Udenlandske Sangerinde                | Bonnie Raitt                                      |
| Årets Udenlandske Hit                       | Bryan Adams - "Everything I Do (I Do It For You)" |
| Årets Nye Udenlandske Navn                  | Nirvana                                           |
| Årets Danske Rock Udgivelse                 | Sort Sol - Flow My Firetear                       |
| Årets Danske Pop Udgivelse                  | Michael Learns To Rock - Michael Learns To Rock   |
| Årets Danske Rap/Dance Udgivelse            | Cut'N'Move - Get Serious                          |
| Årets Danske Entertainment Udgivelse        | Poul Dissing - Poul Dissing synger Bellmann       |
| Årets Danske Heavyrock Udgivelse            | D-A-D - Riskin' It All                            |
| Årets Danske Børneudgivelse                 | Sebastian - Ronja Røverdatter                     |
| Årets Danske Sangskriver                    | Elisabeth Gjerluff Nielsen                        |
| Årets Danske Producer                       | Nikolaj Foss for D-A-D - Riskin' It All           |
| Årets Danske Musikvideo                     | Thorleif Hoppe m.fl. for D-A-D - "Bad Craziness"  |
| Årets Danske Cover                          | Jo Dam Kærgaard for tv·2 - Slaraffenland          |
| Årets Danske Folk/Country/Western Udgivelse | Niels Hausgaard - I fornuftens land               |
| Årets Danske Klassiske Udgivelse            | Odense Symfoniorkester - Syberg                   |
| Årets Danske Jazz Udgivelse                 | Thomas Clausens Trio - Café Noir                  |

### Dansk Grammy 1993
Lørdag den 18. februar 1993 i Falkoner Teatret, Frederiksberg.
| Kategori                                  | Vinder                                       | Andre nominerede |
| ----------------------------------------- | -------------------------------------------- | --- |
| Årets Danske Album                        | Lars H.U.G. – Blidt over dig                 | Hanne Boel – Kinda Soul Dalton – Dalton                                                                                       |
| Årets Danske Gruppe                       | Gangway                                      | Her Personal Pain The Sandmen                                                                                                 |
| Årets Danske Sangerinde                   | Hanne Boel                                   | Dicte Hanne Boel Søs Fenger                                                                                                   |
| Årets Danske Sanger                       | Lars H.U.G.                                  | Søren Sko Ivan Pedersen |
| Årets Nye Danske Navn                     | Her Personal Pain                            | Ester Brohus Backseat Boys |
| Årets Danske Hit                          | Shu-bi-dua – "Sexchikane"                    | Gangway – "Mountain Song" Ester Brohus – "The Perfect Way"                                                                    |
| Årets Udenlandske Album                   | R.E.M. – Automatic for the People            | Eric Clapton – Unplugged Peter Gabriel – Us                                                                                   |
| Årets Udenlandske Sangerinde              | Lisa Nilsson                                 | Marie Fredriksson Maggie Reilly                                                                                               |
| Årets Udenlandske Sanger                  | Leonard Cohen                                | Mike Hucknall Michael Stipe                                                                                                   |
| Årets Udenlandske Hit                     | Eric Clapton – "Tears in Heaven"             | Ace of Base – "All That She Wants" Lisa Nilsson – "Himlen runt hörnet"                                                        |
| Årets Nye Udenlandske Navn                | Lisa Nilsson                                 | Ace of Base Pearl Jam |
| Årets Danske Rock Udgivelse               | Gangway – Happy Ever After                   | Her Personal Pain – Songs from Cinema Café The Sandmen – Sleepyhead                                                           |
| Årets Danske Pop Udgivelse                | Lars H.U.G. – Blidt over dig                 | Hanne Boel – Kinda Soul Lars H.U.G. – Blidt over dig Sko/Torp – Familiar Roads                                                |
| Årets Danske Rap/Dance Udgivelse          | YB – I Am What I Am                          | Al Agami – "Deep Undercover" Soul Trance – "I Like It Like That"                                                              |
| Årets Danske Entertainment Udgivelse      | Ulla Henningsen - Kald mig Liva              | Johnny Madsen - Halgal halbal Monrad & Rislund - Next stop pladderballe                                                       |
| Årets Danske Heavyrock Udgivelse:         | Pretty Maids - Sin-Decade                    | Boghandle - Step On It Nekromantix – Brought Back to Life                                                                     |
| Årets Danske Børneudgivelse               | Bullerfnis                                   | Skønheden og udyret Snøvsen                                                                                                   |
| Årets Danske Sangskriver                  | Henrik Balling                               | Allan Olsen Lars H.U.G. |
| Årets Danske Producer                     | Nikolaj Foss for The Sandmen – Sleepyhead    | Poul Martin Bonde og Flemming Rasmussen for Her Personal Pain – Songs from Cinema Café Sko/Torp for Sko/Torp – Familiar Roads |
| Årets Danske Musikvideo                   | Feltwave for Gangway - "Mountain Song"       | Lars von Trier for Kim Larsen & Bellami - "Danas have" Company for Malurt - "Spøgelser"                                       |
| Årets Danske Cover                        | Søren Kjær for Lars H.U.G.s – Blidt over dig | Søren A. Olsen for Hanne Boel – My Kindred Spirit Søren A. Olsen for Hotel Hunger – Waiting for Alice                         |
| Årets Danske Folk/Country/Blues Udgivelse | Dalton – Dalton                              | Frits Helmuth – Voksne viser Tamra Rosanes – Good Times                                                                       |
| Årets Danske Klassiske Udgivelse          | Den Danske Blæseroktet – W.A. Mozart         | Per Salo & Niels Viggo Bentzon – Piano Works Universitetskoret Lille Muko – For alle de små blomster                          |
| Årets Danske Jazz Udgivelse               | Palle Mikkelborg – Anything But Grey         | Thomas Hass – Notes in Time Juez – Paper Walls                                                                                |

### Dansk Grammy 1994
Lørdag den 18. februar 1994 i Experimentarium, Hellerup.
| Kategori                                  | Vinder                                         |
| ----------------------------------------- | ---------------------------------------------- |
| Årets Danske Album                        | Sort Sol - Glamourpuss                         |
| Årets Danske Gruppe                       | Sort Sol                                       |
| Årets Danske Sangerinde                   | Peaches Lavon (Peaches & Bobo)                 |
| Årets Danske Sanger                       | Thomas Helmig                                  |
| Årets Nye Danske Navn                     | Nice Device                                    |
| Årets Danske Hit                          | Nice Device - "Cool Corona"                    |
| Årets Udenlandske Album                   | Meat Loaf - Bat Out of Hell II                 |
| Årets Udenlandske Sangerinde              | Björk                                          |
| Årets Udenlandske Sanger                  | Steven Tyler (Aerosmith)                       |
| Årets Udenlandske Hit                     | 4 Non Blondes - "What's Up"                    |
| Årets Nye Udenlandske Navn                | Björk                                          |
| Årets Danske Rock Udgivelse               | Sort Sol - Glamourpuss                         |
| Årets Danske Pop Udgivelse                | Thomas Helmig - Say When                       |
| Årets Danske Rap/Dance Udgivelse          | Al Agami - Covert Operations                   |
| Årets Danske Entertainment Udgivelse      | Dan Turéll & Halfdan E - Pas på pengene        |
| Årets Danske Børneudgivelse               | Diverse kunstnere - Åh Abe!                    |
| Årets Danske Sangskriver                  | Thomas Helmig                                  |
| Årets Danske Producer                     | Flemming Rasmussen for Sort Sol - Glamourpuss  |
| Årets Danske Musikvideo:                  | Nicolai Amter for Nice Device - "Cool Corona"  |
| Årets Danske Cover                        | Thorbjørn Overbech for Nice Device - The Album |
| Årets Danske Folk/Country/Blues Udgivelse | Tamra Rosanes - Foot Loose                     |
| Årets Danske Klassiske Udgivelse          | Morten Zeuthen - Bach Cello Suites and Patita  |
| Årets Danske Jazz Udgivelse               | Jan Kaspersens Quintet - Heavy Smoke           |
| Grøn Pris                                 | Sort Sol                                       |

### Dansk Grammy 1995
Lørdag den 18. februar 1995 i Cirkusbygningen, København.
| Kategori                                  | Vinder                                                                 |
| ----------------------------------------- | ---------------------------------------------------------------------- |
| Årets Danske Album                        | Thomas Helmig - Stupid Man                                             |
| Årets Danske Gruppe                       | Dizzy Mizz Lizzy                                                       |
| Årets Danske Sangerinde                   | Sanne Salomonsen                                                       |
| Årets Danske Sanger                       | Thomas Helmig                                                          |
| Årets Nye Danske Navn                     | Dizzy Mizz Lizzy                                                       |
| Årets Danske Hit                          | Thomas Helmig - "Gotta Get Away From You (Keep On Walking)"            |
| Årets Udenlandske Album                   | Lisa Ekdahl - Lisa Ekdahl                                              |
| Årets Udenlandske Sangerinde              | Angélique Kidjo                                                        |
| Årets Udenlandske Sanger                  | Tom Jones                                                              |
| Årets Udenlandske Hit                     | Youssou N'Dour & Neneh Cherry - "7 Seconds"                            |
| Årets Nye Udenlandske Navn                | Crash Test Dummies                                                     |
| Årets Danske Rock Udgivelse               | Dizzy Mizz Lizzy - Dizzy Mizz Lizzy                                    |
| Årets Danske Pop Udgivelse:               | Thomas Helmig - Stupid Man                                             |
| Årets Danske Rap/Dance Udgivelse          | Thomas Blachman Meets Al Agami & Remee - The Style and Invention Album |
| Årets Danske Entertainment Udgivelse      | Monrad & Rislund - Farvel Åge                                          |
| Årets Danske Børneudgivelse               | Diverse kunstnere - Pa-Pagegøje                                        |
| Årets Dansktop Udgivelse                  | Keld & Hilda & The Donkeys - Lige i øjet                               |
| Årets Danske Sangskriver                  | Thomas Helmig                                                          |
| Årets Danske Producer                     | Thomas Helmig for Thomas Helmig - Stupid Man                           |
| Årets Danske Musikvideo                   | Sort Sol - "Let Your Fingers Do the Walking"                           |
| Årets Danske Cover                        | Peter Frölich for Nude - Nudism                                        |
| Årets Danske Folk/Country/Blues Udgivelse | Henning Stærk - Whatever Gets You Through the Night                    |
| Årets Danske Klassiske Udgivelse          | Mortensen, Holloway og Linden - Buxetude kammermusik vol. 1            |
| Årets Danske Jazz Udgivelse               | Thomas Blachman Meets Al Agami & Remee - The Style and Invention Album |
| Grøn Pris                                 | Dizzy Mizz Lizzy                                                       |
| Årets Danske Live Udgivelse               | Sanne Salomonsen - Unplugged                                           |

### Dansk Grammy 1996
Lørdag den 3. februar 1996 i Cirkusbygningen, København med Casper Christensen som vært.
| Kategori                                  | Vinder                                                                                 | Nominerede                                                              |
| ----------------------------------------- | -------------------------------------------------------------------------------------- | ----------------------------------------------------------------------- |
| Årets Danske Album                        | Caroline Henderson - Cinemataztic                                                      |                                                                         |
| Årets Danske Gruppe                       | D-A-D                                                                                  | Hotel Hunger Michael Learns To Rock Savage Rose Shirtsville             |
| Årets Danske Sangerinde                   | Caroline Henderson                                                                     |                                                                         |
| Årets Danske Sanger                       | Ivan Pedersen                                                                          |                                                                         |
| Årets Nye Danske Navn                     | Me, She & Her                                                                          |                                                                         |
| Årets Danske Hit                          | Caroline Henderson - "Made in Europe"                                                  |                                                                         |
| Årets Udenlandske Album                   | Michael Jackson - HIStory                                                              |                                                                         |
| Årets Udenlandske Sangerinde              | Björk                                                                                  |                                                                         |
| Årets Udenlandske Sanger                  | Michael Jackson                                                                        |                                                                         |
| Årets Udenlandske Hit                     | Mike and the Mechanics - "Over My Shoulder"                                            |                                                                         |
| Årets Nye Udenlandske Navn                | Blur                                                                                   |                                                                         |
| Årets Danske Rock Udgivelse               | Savage Rose - Black Angel                                                              |                                                                         |
| Årets Danske Pop Udgivelse                | Caroline Henderson - Cinemataztic                                                      |                                                                         |
| Årets Danske Rap/Dance Udgivelse          | Østkyst Hustlers - Verdens længste rap                                                 |                                                                         |
| Årets Danske Entertainment Udgivelse      | Diverse kunstnere - Juletestamentet                                                    |                                                                         |
| Årets Danske Børneudgivelse               | Diverse kunstnere - Tangokat                                                           |                                                                         |
| Årets Dansktop Udgivelse                  | Keld & Hilda - Hatten af                                                               |                                                                         |
| Årets Danske Sangskriver                  | Caroline Hederson/Kasper Winding/Thomas Blachman for Caroline Hendersons Cinemataztic  |                                                                         |
| Årets Danske Producer                     | Kasper Winding/Thomas Blachman/Caroline Henderson for Caroline Hendersons Cinemataztic |                                                                         |
| Årets Danske Musikvideo                   | Torleif Hoppe "Reconstrucdead" (D-A-D)                                                 | Peter Ravn - "Baby Boy" (Me and My) "Into Your Arms" (Inside The Whale) |
| Årets Danske Cover                        | D-A-D - Helpyourselfish                                                                |                                                                         |
| Årets Danske Folk/Country/Blues Udgivelse | Ester Brohus - Heart of Desert Longing                                                 |                                                                         |
| Årets Danske Klassiske Udgivelse          | Det Kongelige Kapel - Weyse symfonier nr. 6 & 7                                        |                                                                         |
| Årets Danske Jazz Udgivelse               | Jens Winther Group - The Planets                                                       |                                                                         |
| Grøn Pris                                 | Caroline Henderson                                                                     |                                                                         |
| P3's Lytterpris                           | Poul Krebs - "Sådan nogen som os"                                                      |                                                                         |

### Dansk Grammy 1997
Lørdag den 1. februar 1997 i Cirkusbygningen, København.
| Kategori                                  | Vinder                                                         |
| ----------------------------------------- | -------------------------------------------------------------- |
| Årets Danske Album                        | Lars H.U.G. - Kiss & Hug (From A Happy Boy)                    |
| Årets Danske Gruppe                       | Østkyst Hustlers                                               |
| Årets Danske Sangerinde                   | Nina Forsberg                                                  |
| Årets Danske Sanger                       | Lars H.U.G.                                                    |
| Årets Nye Danske Navn                     | Humleridderne                                                  |
| Årets Danske Hit                          | Souvenirs - "Jeg troed' du var hos Michael"                    |
| Årets Udenlandske Album                   | George Michael - Older                                         |
| Årets Udenlandske Sangerinde              | Alanis Morissette                                              |
| Årets Udenlandske Sanger                  | George Michael                                                 |
| Årets Udenlandske Klassiske Udgivelse     | Pappano - Don Carlos                                           |
| Årets Udenlandske Hit                     | George Michael - "Fast Love"                                   |
| Årets Nye Udenlandske Navn                | Alanis Morissette                                              |
| Årets Danske Rock Udgivelse               | Dizzy Mizz Lizzy - Rotator                                     |
| Årets Danske Pop Udgivelse                | Lars H.U.G. - Kiss & Hug (From A Happy Boy)                    |
| Årets Danske Rap Udgivelse                | Østkyst Hustlers - Fuld af løgn                                |
| Årets Danske Dance Udgivelse              | Cut'N'Move - Into the Zone 91-96                               |
| Årets Danske Entertainment Udgivelse      | Dan Turéll & Halfdan E - Glad i abningstiden                   |
| Årets Danske Børneudgivelse               | Diverse kunstnere - Hej Frede!                                 |
| Årets Dansktop Udgivelse                  | Jacob Haugaard - Så'n er livet                                 |
| Årets Danske Sangskriver                  | Nikolaj Peyk (Østkyst Hustlers)                                |
| Årets Danske Producer                     | Nick Foss for Dizzy Mizz Lizzy - Rotator                       |
| Årets Danske Musikvideo                   | Martin Werner for Cut'N'Move - "Missionary Man"                |
| Årets Danske Cover                        | Tobias Rosenberg Jørgensen for Østkyst Hustlers - Fuld af løgn |
| Årets Danske Folk/Country/Blues Udgivelse | Allan Olsen - Jern                                             |
| Årets Danske Klassiske Udgivelse          | Radiosymfoniorkestret - Holger Danske                          |
| Årets Danske Klassiske Navn               | Radiosymfoniorkestret                                          |
| Årets Danske Jazz Udgivelse               | Alex Riel Quartet - The Riel Deal                              |
| Grøn Pris                                 | Østkyst Hustlers                                               |
| P3's Lytterpris                           | Østkyst Hustlers                                               |

### Dansk Grammy 1998
Lørdag den 7. februar 1998 i KB-Hallen, Frederiksberg.
| Kategori                                  | Vinder | Øvrige nominerede     |
| ----------------------------------------- | --- | --------------------- |
| Årets Danske Album                        | Randi Laubek - Ducks and Drakes                                                                                             |                       |
| Årets Danske Gruppe                       | Aqua | D-A-D                 |
| Årets Danske Sangerinde                   | Randi Laubek |                       |
| Årets Danske Sanger                       | Anders Blichfeldt | Jesper Binzer         |
| Årets Nye Danske Navn                     | Aqua |                       |
| Årets Danske Hit                          | Aqua - "Barbie Girl" |                       |
| Årets Udenlandske Album                   | Radiohead - OK Computer |                       |
| Årets Udenlandske Sangerinde              | Björk |                       |
| Årets Udenlandske Sanger                  | Eric Gadd |                       |
| Årets Udenlandske Klassiske Udgivelse     | Paul McCreesh - Messias |                       |
| Årets Udenlandske Hit                     | No Doubt - "Don't Speak" |                       |
| Årets Nye Udenlandske Navn                | Hanson |                       |
| Årets Danske Rock Udgivelse               | D-A-D - Simpatico |                       |
| Årets Danske Pop Udgivelse                | Aqua - Aquarium |                       |
| Årets Danske Techno Udgivelse             | Sorten Muld - Mark II |                       |
| Årets Danske Rap Udgivelse                | Humleridderne - En genial Gaveidé                                                                                           |                       |
| Årets Danske Dance Udgivelse              | Daze - Super Heroes |                       |
| Årets Danske Entertainment Udgivelse      | Lex & Klatten - Lex & Klatten                                                                                               |                       |
| Årets Danske Børneudgivelse               | Diverse kunstnere - Hannibal & Jerry                                                                                        |                       |
| Årets Dansktop Udgivelse                  | Jacob Haugaard - Helt kinisisk                                                                                              |                       |
| Årets Danske Sangskriver                  | Randi Laubek |                       |
| Årets Danske Producer                     | Sorten Muld |                       |
| Årets Danske Musikvideo                   | Peder Pedersen og Peter Stenbæk for Aqua - "Barbie Girl"                                                                    | "Empty Heads" (D-A-D) |
| Årets Danske Cover                        | Ivar Iversen for Ruby Fruit Jungle - Scram                                                                                  |                       |
| Årets Danske Heavy Metal Udgivelse        | Pretty Maids - Spooked |                       |
| Årets Danske Folk/Country/Blues Udgivelse | Dissing, Dissing, Von Daler & Dissing - Dissing, Dissing, Von Daler & Dissing                                               |                       |
| Årets Danske Klassiske Udgivelse          | Emma Kirkby, John Holloway, Manfred Kraemer, Jaap ter Linden, Lars Ulrik Mortensen: Dietrich Buxtehude - Vokal musik vol. 1 |                       |
| Årets Danske Jazz Udgivelse               | Unity - Once Around the Park                                                                                                |                       |
| Grøn Pris                                 | Aqua |                       |
| P3's Lytterpris                           | Aqua |                       |

### Dansk Grammy 1999
Lørdag den 6. februar 1999 i Tivolis Koncertsal, København. Andrea Vagn Jensen & Lars Daneskov var værter. Følgende artister optrådte: Superfuzz, Cartoons, Cher, Den Gale Pose, Emilia, Ginman/Jørgensen, Infernal, Allan Olsen, Roxette, S.O.A.P. og Søren Sko.
| Kategori                                  | Vinder                                                                 | Øvrige nominerede |
| ----------------------------------------- | ---------------------------------------------------------------------- | --- |
| Årets Danske Album                        | Ginman/Jørgensen - Ginman/Jørgensen                                    | Søren Sko - Sko Future 3 - Stay with.. Den Gale Pose - Sådan Er Reglerne tv·2 - Yndlingsbabe                                                           |
| Årets Danske Gruppe                       | Den Gale Pose                                                          | Ginman/Jørgensen Malk De Koijn S.O.A.P. tv·2 |
| Årets Danske Sangerinde                   | Annisette                                                              | Caroline Henderson Hanne Boel Sanne Salomonsen Sofie Bonde                                                                                             |
| Årets Danske Sanger                       | Søren Sko                                                              | Allan Olsen Mark Linn Steen Jørgensen Steffen Brandt                                                                                                   |
| Årets Nye Danske Navn                     | S.O.A.P.                                                               | Colorblind Gramsespektrum Malk De Koijn Solveig Sandnes                                                                                                |
| Årets Danske Hit                          | Den Gale Pose - "Spændt Op Til Lir"                                    | tv·2 - "Der Går Min Klasselærer" Caroline Henderson - "Faster" Souvenirs - "Jeg Hader Susanne" Hanne Boel - "Salt On Your Skin"                        |
| Årets Udenlandske Sangerinde              | Madonna                                                                | Alanis Morissette Celine Dion Lauryn Hill P.J. Harvey                                                                                                  |
| Årets Udenlandske Sanger                  | George Michael                                                         | Elvis Costello Michael Stipe Robbie Williams Will Smith                                                                                                |
| Årets Udenlandske Klassiske Udgivelse     | Ulf Schirmer/Radiosymfoniorkestret - Carl Nielsen: Maskerade           | Anne Sophie Mutter - Beethoven: Die Violinsonaten - komplet Ian Bostridge - Schumann: Liederkreis op. 24 - Dichterliebe op. 48                         |
| Årets Udenlandske Hit                     | Cher - Believe                                                         | R.E.M. - "Daysleeper" Celine Dion - "My Heart Will Go On" Fatboy Slim - "The Rockafeller Skank" Drömhus - "Vill Ha Dig"                                |
| Årets Nye Udenlandske Navn                | Lauryn Hill                                                            | Air Eagle-Eye Cherry Fatboy Slim Natalie Imbruglia |
| Årets Udenlandske Album                   | Madonna - Ray of Light                                                 | The Smashing Pumpkins - Adore Air - Moon Safari Elvis Costello og Burt Bacharach - Painted From Memory R.E.M. -Up                                      |
| Årets Danske Rock Udgivelse               | D-A-D - Psychopatico                                                   | Big Fat Snake - www.bigfatsnake.com Ginman/Jørgensen - Ginman/Jørgensen                                                                                |
| Årets Danske Pop Udgivelse                | S.O.A.P. - Not Like Other Girls                                        | Hanne Boel - Need Souvenirs - Villa Danmark |
| Årets Danske Upfront Dance Udgivelse      | Infernal - Infernal Affairs                                            | Future 3 - Stay With... Jox - Killing Me |
| Årets Danske Rap Udgivelse                | Den Gale Pose - Sådan Er Reglerne                                      | Malk De Koijn - Smash Hit In Aberdeen Østkyst Hustlers - Så Hold Dog Kæft!                                                                             |
| Årets Danske Dance-pop Udgivelse          | Cartoons - Toonage                                                     | Housefrau - She Don't Have Da Funk Sunzet - Rizing |
| Årets Danske Entertainment Udgivelse      | Gramsespektrum - Greatest Hits 1996-98                                 | Det Brune Punktum - Mor — skyld med skyld på Diskofil - En Kødrand Af Klassikere Gramsespektrum - Greatest Hits 1996-98                                |
| Årets Danske Børneudgivelse               | Cirkeline - Cirkeline                                                  | Diverse kunstnere - Nissekys & Stjernedrys Sebastian m.fl. - Pippi                                                                                     |
| Årets Dansktop Udgivelse                  | Birthe Kjær - Som en fugl i det fri                                    | Michael Hardinger - Nede med øl Kandis - Kandis 7 |
| Årets Danske Sangskriver                  | Nikolaj Peyk                                                           | Allan Olsen Ginman/Jørgensen Hanne Boel, Martin Hall, Ole Hansen Steffen Brandt                                                                        |
| Årets Danske Producer                     | Lennart Ginman for Ginman/Jørgensen - Ginman/Jørgensen                 | Caroline Henderson - Metamorphing Remee & Holger Lagerfeldt for S.O.A.P.'s Not Like Other Girls                                                        |
| Årets Danske Musikvideo                   | Shaky González/Wise Guy Production for Baals "Karaoke"                 | Klaus Thymann/Weiss Production - Den Gale Poses "Den Dræbende Joke" Peder Pedersen/Locomotion for Denmarks "She Is A Beat"                             |
| Årets Danske Cover                        | Tobias Rosenberg Jørgensen/Grey for Østkyst Hustlers' Så hold dog kæft | Ulrik Borberg/Danes Ad Work for Jets OK Kenneth Schultz/NR Grafik for Solveig Sandnes' Analog                                                          |
| Årets Danske Radiohit                     | Den Gale Pose - "Spændt Op Til Lir"                                    | Caroline Henderson - "Faster" Los Umbrellos - "Easy Come, Easy Go" Søren Sko - "Revelation" S.O.A.P. - "Stand By You"                                  |
| Årets Danske Hardrock Udgivelse           | Superfuzz - Superfuzz                                                  | Saturnus - For the Loveless Lonely Nights Withering Surface - The Nude Ballet                                                                          |
| Årets Danske Folk/Country/Blues Udgivelse | Allan Olsen - Sange for rygere                                         | Dissing / Andersen - Skynd Dig Langsomt Ester Brohus - Happy To Be Lonely                                                                              |
| Årets Danske Klassiske Udgivelse          | Camerata Chamber Choir & Orchestra - Messias                           | Den Danske Blæseroktet - The Danish Wind Octet Plays Krommer/Beethoven/Schubert/Hummel Esbjerg Ensemble / Jules van Hessen - Bent Sørensen: Shadowland |
| Årets Nye Danske Klassiske Navn           | Thomas Dausgaard                                                       | Henrik Brendstrup / Per Salo Mad Cows Sing |
| Årets Danske Jazz Udgivelse               | Hans Ulrik - Jazz and Mambo                                            | Diverse Kunstnere - Something Special Ed Thigpen Rhythm Features - It's Entertainment                                                                  |
| Grøn Pris                                 | tv·2                                                                   | |

## 2000'erne

### Dansk Grammy 2000
Lørdag den 5. februar 2000 i Forum, Frederiksberg. Showet blev sendt live på TV 2, hvor Casper Christensen og Krede var værter. Følgende artister optrådte: Det Brune Punktum, Clemens & Petter, Creamy, Marie Frank, Funkstar De Luxe, Hampenberg, Thomas Helmig, Juice, Kashmir, Poul Krebs, Melanie C, Ms Mukupa & Remee samt Shirley, Zindy, Daniel, Jonas Winge Leisner, Kuku Agami & Mark Linn med sange fra filmen Den eneste ene.
| Kategori                                  | Vinder                                                    |
| ----------------------------------------- | --------------------------------------------------------- |
| Årets Danske Album                        | Kashmir - The Good Life                                   |
| Årets Danske Gruppe                       | Kashmir                                                   |
| Årets Danske Sangerinde                   | Marie Frank                                               |
| Årets Danske Sanger                       | Thomas Helmig                                             |
| Årets Nye Danske Navn/Tuborgs Grønne Pris | Marie Frank                                               |
| Årets Danske Hit                          | Det Brune Punktum - "Jeg vil i seng med de fleste"        |
| Årets Udenlandske Album                   | The Cardigans - Gran Turismo                              |
| Årets Udenlandske Hit                     | Shania Twain - "That Don't Impress Me Much"               |
| Årets Nye Udenlandske Navn                | Britney Spears                                            |
| Årets Danske Rock Udgivelse               | Kashmir - The Good Life                                   |
| Årets Danske Pop Udgivelse                | Marie Frank - Ancient Pleasures                           |
| Årets Danske Entertainment Udgivelse      | Det Brune Punktum - Helbredelsen                          |
| Årets Danske Rap Udgivelse                | Clemens - Den Anden Verden                                |
| Årets Danske Dance Udgivelse              | Brother Brown presents Frank'ee - "Under the Water"       |
| Årets Roots Udgivelse                     | Dissing, Dissing, Von Daler m.fl. - Græsset må betrædes'  |
| Årets Danske Børneudgivelse               | Creamy - Creamy                                           |
| Årets Dansktop Udgivelse                  | Jacob Haugaard - Jeg er så lyk'lig                        |
| Årets Danske Soundtrack                   | Diverse kunstnere - Den eneste ene                        |
| Årets Danske Sangskriver                  | Kasper Eistrup (Kashmir)                                  |
| Årets Danske Producer                     | Joshua & Kashmir for Kashmir - The Good Life              |
| Årets Danske Musikvideo                   | Klaus Thymann for Kashmir - "Mom In Love, Daddy In Space" |
| Årets Danske Radiohit/The Voice Prisen    | Det Brune Punktum - "Vi skal ud i det blå"                |
| Årets Danske Klubhit                      | Barcode Brothers - "Dooh Dooh"                            |
| Eksportprisen                             | Cartoons                                                  |
| IFPIs Ærespris                            | Gnags                                                     |

### Danish Music Awards 2001
Lørdag den 3. marts 2001 i Forum, Frederiksberg. Showet blev sendt live på TV 2, hvor Casper Christensen og Lasse Rimmer var værter. Følgende artister optrådte: Anastacia, Bliss, Tim Christensen, DJ Aligator, Erann DD, Filur, Karen, Manic Street Preachers, Outlandish, Rollo & King, Safri Duo, S.O.A.P., Superheroes og tv·2.
| Kategori                      | Vinder                                                         |
| ----------------------------- | -------------------------------------------------------------- |
| Årets Danske Album            | D-A-D - Everything Glows                                       |
| Årets Danske Gruppe           | D-A-D                                                          |
| Årets Danske Sangerinde       | Freya                                                          |
| Årets Danske Sanger           | Jesper Binzer (D-A-D)                                          |
| Årets Nye Danske Navn         | Erann DD                                                       |
| Årets Danske Hit              | Brødrene Olsen - "Fly On the Wings of Love"                    |
| Årets Udenlandske Album       | Madonna - Music                                                |
| Årets Udenlandske Hit         | Madonna - "Music"                                              |
| Årets Nye Udenlandske Navn    | Anastacia                                                      |
| Årets Danske Rock Udgivelse   | D-A-D - Everything Glows                                       |
| Årets Danske Pop Udgivelse    | Aqua - Aquarius                                                |
| Årets Danske R&B Udgivelse    | Karen - En til en                                              |
| Årets Danske Rap Udgivelse    | Outlandish - Outland's Official                                |
| Årets Danske Dance Udgivelse  | Barcode Brothers - Swipe Me                                    |
| Årets Entertainment Udgivelse | Anders Matthesen - Hva' snakker du om? – Den ka' byttes Vol. 1 |
| Årets Danske Børneudgivelse   | Musikken fra Pyrus i Alletiders Eventyr                        |
| Årets Dansktop Udgivelse      | Kandis - Kandis 8                                              |
| Årets Danske Soundtrack       | Blinkende Lygter                                               |
| Årets Danske Sangskriver      | Allan Olsen - Onomatopoietikon                                 |
| Årets Danske Producer         | Filur - Exciting Comfort                                       |
| Årets Danske Musikvideo       | Peder Pedersen/Easy Film for Aqua - "Around the World"         |
| Årets Danske Radiohit         | Zididada - "Zididada Day"                                      |
| Årets Danske Klubhit          | Safri Duo - "The Bongo Song (Played-A-Live)"                   |
| Eksportprisen                 | Aqua                                                           |
| IFPIs Ærespris:               | Gasolin'                                                       |

### Danish Music Awards 2002
Lørdag den 2. marts 2002 i Forum, Frederiksberg. Showet blev sendt live på TV 2, hvor Lars Hjortshøj var vært. Følgende artister optrådte: Christian, EyeQ, Sort Sol, Thomas Helmig, DJ Encore, Hampenberg, Barcode Brothers, Westlife, D-A-D, Safri Duo, Swan Lee og Kylie Minogue.
| Kategori                               | Vinder                                                               | Øvrige nominerede                                        |
| -------------------------------------- | -------------------------------------------------------------------- | -------------------------------------------------------- |
| Årets Danske Album                     | Safri Duo - Episode II                                               | Sort Sol - Snakecharmer Swan Lee - Enter                 |
| Årets Danske Gruppe                    | Safri Duo                                                            | Sort Sol Swan Lee                                        |
| Årets Danske Sangerinde                | Marie Frank                                                          | Pernille Rosendahl                                       |
| Årets Danske Sanger                    | Thomas Helmig                                                        | Steen Jørgensen                                          |
| Årets Nye Danske Navn                  | Christian                                                            | Swan Lee                                                 |
| Årets Danske Hit/Orange Prisen         | Safri Duo - "Played-A-Live (The Bongo Song)"                         | Sort Sol - "Rhinestone" Swan Lee - "Tomorrow Never Dies" |
| Årets Udenlandske Album                | R.E.M. - Reveal                                                      |                                                          |
| Årets Udenlandske Hit                  | Kylie Minogue - "Can't Get You Out of My Head"                       |                                                          |
| Årets Nye Udenlandske Navn             | Dido                                                                 |                                                          |
| Årets Danske Rock Udgivelse            | Saybia - Saybia                                                      | Sort Sol - Snakecharmer Swan Lee - Enter                 |
| Årets Danske Pop Udgivelse             | Christian - Du kan gøre hvad du vil                                  |                                                          |
| Årets Danske Rap Udgivelse             | Den Gale Pose - Definitionen af en stodder                           |                                                          |
| Årets Danske Dance Udgivelse           | Safri Duo - Episode II                                               |                                                          |
| Årets Dansktop Udgivelse               | Birthe Kjær - Længe leve livet                                       |                                                          |
| Årets Danske Børneudgivelse            | M:G:P: 2001 - De unges Melodi Grand Prix                             |                                                          |
| Årets Danske Entertainment Udgivelse   | Arne fortæller… Terkel i knibe                                       |                                                          |
| Årets Danske Soundtrack                | En kort en lang                                                      |                                                          |
| Årets Danske Sangskriver               | Thomas Helmig for IsItYouIsItMe                                      |                                                          |
| Årets Danske Producer                  | Morten Friis/Uffe Savery/Michael Parsberg for Safri Duo - Episode II |                                                          |
| Årets Danske Musikvideo                | Angel Productions for Peter Frödin & Jimmy Jørgensen - "Vent på mig" |                                                          |
| Årets Danske Radiohit/The Voice Prisen | Safri Duo - "Played-A-Live (The Bongo Song)"                         |                                                          |
| Årets Danske Klubhit                   | Infernal - "Muzaik"                                                  |                                                          |
| Danish Music Export Award              | Safri Duo - "Episode II"                                             |                                                          |
| IFPIs Ærespris:                        | C.V. Jørgensen                                                       |                                                          |

### Danish Music Awards 2003
Lørdag den 1. marts 2003 i Forum, Frederiksberg. Showet blev sendt live på TV 2, hvor Timm Vladimir var vært. Følgende artister optrådte: Blue, Tim Christensen, Filur feat. Pernille Rosendahl, Junior Senior, Kashmir, Melanie C, Mew, Nik & Jay, Outlandish, Sanne Salomonsen og tv·2.
| Kategori                          | Vindere og nominerede |
| --------------------------------- | --- |
| Årets Danske Album                | - Saybia - The Second You Sleep - Outlandish - Bread & Barrels Of Water - CV Jørgensen - Fraklip Fra Det Fjerne - tv·2 - På kanten af småt brændbart - Malk De Koijn - Sneglzilla                         |
| Årets Danske Gruppe               | - Saybia - Junior Senior - Malk De Koijn - Outlandish - Superheroes |
| Årets Danske Sangerinde           | - Søs Fenger - Billie Koppel / Catbird - Cæcilie Norby - Hanne Boel - Lise Westzynthius |
| Årets Danske Sanger               | - Søren Huss (Saybia) - CV Jørgensen - Peter Frödin (Det Brune Punktum) - Sune Wagner (The Raveonettes) - Thomas Troelsen (Superheroes)                                                                   |
| Årets Nye Danske Navn             | - Nik & Jay - Junior Senior - Jupiter Day - Luke - The Raveonettes |
| Årets Danske Hit/The Voice Prisen | - Nik & Jay - "Hot" - Outlandish - "Guantanamo" - Det Brune Punktum - "Kom Lad Os Gå" - Junior Senior - "Move Your Feet" - Saybia - "The Second You Sleep"                                                |
| Årets Udenlandske Album           | - Eminem - The Eminem Show - Coldplay - A Rush of Blood to the Head - Norah Jones - Come Away with Me - Justin Timberlake - Justified - The Streets - Original Pirate Material                            |
| Årets Nye Udenlandske Navn        | - Avril Lavigne - John Mayer - Justin Timberlake - Norah Jones - The Streets |
| Årets Danske Rock Udgivelse       | - The Raveonettes - Whip It On - Moon Gringo - Boy Girl Beat - D-A-D - Soft Dogs - Saybia - The Second You Sleep                                                                                          |
| Årets Danske Pop Udgivelse        | - tv·2 - På kanten af småt brændbart - Søs Fenger - Beverly Way - Jon - This Side Up |
| Årets Danske Rap Udgivelse        | - Malk de Koijn - Sneglzilla - Outlandish - Bread & Barrels Of Water - Jyder Mæ' Attityder - Både Til Gården Og Til Gaden                                                                                 |
| Årets Danske Dance Udgivelse      | - Filur - Deeply Superficial - DJ Aligator Project - The Sound Of Scandinavia - Puddu Varano - Time To Grow                                                                                               |
| Årets Danske Folk Udgivelse       | - Niels Skousen - Dobbeltsyn - Søren Krogh - Silhuetter - Jydsk På Næsen - Går'n, Så Går'n |
| Årets Dansktop Udgivelse          | - Kandis - Kandis 9 - Kristian & Jesper - Harmonika Træffere - Jacob Haugaard - Mig og min familie |
| Årets Danske Børneudgivelse       | - Ruben - Drengen der kunne tale med ting - Gummi-Tarzan (musical) - Razz - Kickflipper |
| Årets Danske Sangskriver          | - Steffen Brandt for tv·2 - På kanten af småt brændbart - Niels Skousen for Dobbeltsyn - Saybia for The Second You Sleep                                                                                  |
| Årets Danske Producer             | - Nikolaj Nørlund for Superjeg - Alt er ego - Frank Hasselstrøm (for Catbirds Sliding From The Moon) - Poul Bruun (for Hanne Boels Beware Of The Dog) - Thomas Knak (for Opiates While You Were Sleeping) |
| Årets Danske Musikvideo           | - Ingen Frygt for Malk de Koijn - "Vi tager fuglen på dig" - Caroline Henderson - "All That We Are" - Superheroes - "Someone Else"                                                                        |
| Årets Danske Cover                | - Per Morten Abramsen / Rene Brokop & Nego & Brando for Jupiter Day - Jupiter Day - Filur - Deeply Superficial - Cæcilie Norby - First Conversation - D-A-D - Soft Dogs                                   |
| IFPIs Ærespris                    | Peter Belli |

### Danish Music Awards 2004
Lørdag den 28. februar 2004 i Forum, Frederiksberg. Showet blev sendt live på TV 2, hvor Timm Vladimir var vært. Følgende artister optrådte: L.O.C., Kevin Lyttle, The Raveonettes, Swan Lee, Jokeren, Burhan G, Tim Christensen, Tue West, Erann DD, Bent Fabric og Blue.
| Kategori                           | Vinder                                                                                  |
| ---------------------------------- | --------------------------------------------------------------------------------------- |
| Årets Danske Album                 | Tim Christensen - Honeyburst                                                            |
| Årets Danske Gruppe                | Kashmir                                                                                 |
| Årets Danske Sangerinde            | Julie                                                                                   |
| Årets Danske Sanger                | Tim Christensen                                                                         |
| Årets Nye Danske Navn              | Julie                                                                                   |
| Årets Danske Hit/The Voice Prisen  | Outlandish - "Aicha"                                                                    |
| Årets Udenlandske Album            | Robbie Williams - Escapology                                                            |
| Årets Nye Udenlandske Navn         | Evanescence                                                                             |
| Årets Udenlandske Hit              | Dido - "White Flag"                                                                     |
| Årets Danske Rock Udgivelse        | Kashmir - Zitilites                                                                     |
| Årets Danske Pop Udgivelse         | Julie - Home                                                                            |
| Årets Danske Rap/Hip Hop Udgivelse | Jokeren - Alpha han                                                                     |
| Årets Danske Dance Udgivelse       | Rune - "Calabria"                                                                       |
| Årets Dansktop Udgivelse           | Birthe Kjær - På en fransk altan                                                        |
| Årets Danske Børneudgivelse        | Svedbanken - Chris & Chokoladefabrikken                                                 |
| Årets Danske Sangskriver           | Tina Dickow                                                                             |
| Årets Danske Producer              | Tim Christensen og Rune Nissen-Petersen for Tim Christensen - Honeyburst                |
| Årets Danske Musikvideo            | Anders Morgenthaler for Kashmir - "Rocket Brothers"                                     |
| Årets Danske Cover                 | Kasper Eistrup, Mads Tunebjerg, Nanna Bentel og Morten Bjarnhof for Kashmir - Zitilites |
| IFPIs Ærespris                     | Sebastian                                                                               |

### Danish Music Awards 2005
Lørdag den 5. marts 2005 i KB-Hallen, Frederiksberg. Showet blev sendt live på DR1, hvor Caroline Henderson og Thomas Madvig var værter. Følgende artister optrådte: Nephew, D-A-D, Nik & Jay, Peter Sommer, Saybia, Allan Olsen, Junior Senior, Nobody Beats The Beats, Niarn, Clemens, Ataf og Kira & The Kindred Spirits.
| Kategori                     | Vindere og nominerede |
| ---------------------------- | --- |
| Årets Danske Album           | - Nephew - USADSB - Hush – A Lifetime - Mikael Simpson – De Ti Skud - Swan Lee – Swan Lee - Tue West – Tue West                                                                |
| Årets Danske Gruppe          | - Nephew - Blue Foundation - Hush - Saybia - Swan Lee |
| Årets Danske Sangerinde      | - Pernille Rosendahl (Swan Lee) - Kirstine Stubbe Teglbjærg (Blue Foundation) - Dorthe Gerlach (Hush) - Julie Berthelsen - Karen Rosenberg - Pernille Rosendahl (Swan Lee)     |
| Årets Danske Sanger          | - Claus Hempler - Burhan G - Peter Belli - Søren Huss (Saybia) - Tue West |
| Årets Nye Danske Navn        | - Burhan G - Drengene Fra Angora - Hush - Johnny Deluxe - Niarn |
| Årets Danske Hit             | - Nephew - "Movie Klip" - C21 – "All That I Want" - Drengene Fra Angora – "De Skal Have Baghjul Nede I Touren" - Swan Lee – "I Don’t Mind" - Tue West – "En Sang Om Kærlighed" |
| Årets Udenlandske Album      | - U2 - How to Dismantle an Atomic Bomb - Maroon 5 – Songs About Jane - Norah Jones – Feels Like Home - R.E.M. – Around The Sun - The Streets – A Grand Don't Come For Free     |
| Årets Nye Udenlandske Navn   | - Franz Ferdinand - Jamie Cullum - Keane - Maroon 5 - Scissor Sisters |
| Årets Udenlandske Hit        | - Franz Ferdinand - "Take Me Out" - Maroon 5 – "This Love" - R.E.M. – "Leaving New York" - Scissor Sisters – "Take Your Mama" - The Streets – "Dry Your Eyes"                  |
| Årets Danske Rock Udgivelse  | - Nephew - USADSB - Claus Hempler – Hempler - Mikael Simpson – De Ti Skud - Saybia – These Are the Days - Swan Lee – Swan Lee                                                  |
| Årets Danske Pop Udgivelse   | - Tue West - Tue West - Hush – A Lifetime - Lazyboy – Lazyboy TV - Nik & Jay – 2 - Rasmus Nøhr – Ramus Nøhr                                                                    |
| Årets Danske Urban Udgivelse | - Blue Foundation - Sweep of Days - Burhan G – Playground - Karen Rosenberg – Ingen Smalle Steder                                                                              |
| Årets Dansktop Udgivelse     | - Souvenirs - Cirkus - Kandis – Kandis Live - Neighbours – Den Gyldne Nøgle |
| Årets Danske Børneudgivelse  | - Sigurd Barrett - Sigurd & Symfoniorkestret vol. 2 - MGP 2004 – 2004 - De Unges Melodi Grand Prix - Halfdan E – Skrål                                                         |
| Årets Danske Sangskriver     | - Mikael Simpson - Allan Olsen – Gæst - Mikael Simpson – De Ti Skud |
| Årets Danske Musikvideo      | - Nephew - "Superliga" - Camille Jones – "The Creeps" - Mikael Simpson – "Du Drømmer Om Et Andet Sted" - Epo-555 – "Pre-emptive Stroke" - Nik & Jay – "Pop"                    |
| IFPIs Ærespris               | Sanne Salomonsen |

### Danish Music Awards 2006
Lørdag den 11. marts 2006 i KB-Hallen, Frederiksberg. Showet blev sendt live på DR1, hvor Jakob Riising var vært. Følgende artister optrådte: tv·2, Mew, Gavin DeGraw med DR's Big Band, Outlandish, Tina Dickow, Bikstok Røgsystem, Anna David, Johnny Deluxe, Carpark North, Tue West, Anders Matthesen og Kasper Eistrup.
| Kategori                           | Vindere og nominerede |
| ---------------------------------- | --- |
| Årets Danske Album                 | - Mew - And the Glass Handed Kites - Bikstok Røgsystem - Over stok og sten - Kashmir - No Balance Palace - Jens Unmack - Vejen hjem fra rocknroll - tv·2 - De første kærester på månen                                                                                            |
| Årets Danske Gruppe                | - Mew - Bikstok Røgsystem - Kashmir - The Raveonettes - tv·2 |
| Årets Danske Sangerinde            | - Tina Dickow - Kira Skov (Kira & The Kindred Spirits) - Randi Laubek - Sanne Salomonsen - Sharin Foo (The Raveonettes) |
| Årets Danske Sanger                | - Jonas Bjerre (Mew) - Jens Unmack - Kasper Eistrup (Kashmir) - Isam Bachiri (Outlandish) - Steffen Brandt (tv·2) |
| Årets Nye Danske Navn              | - Magtens Korridorer - Angu - Anna David - Ataf - Spleen United |
| Årets Danske Hit                   | - tv·2 - "De første kærester på månen" - Anna David - "Fuck Dig" - Bikstok Røgsystem - "Cigar" - Mew - "The Zookeeper’s Boy" - The Raveonettes - "Love In A Trashcan" |
| Årets Danske Rock Udgivelse        | - Mew - And the Glass Handed Kites - Jens Unmack - Vejen Hjem Fra Rocknroll - Kashmir - No Balance Palace - Kira & The Kindred Spirits - This Is Not An Exit - The Raveonettes - Pretty In Black                                                                                  |
| Årets Danske Pop Udgivelse         | - tv·2 - De første kærester på månen - Diverse Kunstnere - Værsgo 2 - Junior Senior - Hey Hey My My Yo Yo - Outlandish - Closer Than Veins - Tina Dickow - In the Red |
| Årets Danske Urban/R&B Udgivelse   | - Pelding & Joy Morgan - Spine - Anna David - Anna David - Djosos Krost - No Sign of Bad - Ida Corr - Streetdiva - Morten Varano - Step Up |
| Årets Danske Rap/Hip-Hop Udgivelse | - Bikstok Røgsystem - Over stok og sten - Ataf - Paraderne Nede - Jokeren - Gigolo Jesus - L.O.C. - Cassiopeia - Track72 - Rockin |
| Årets Dansktopudgivelse            | - Bent Fabricius Bjerre - Kender du melodien - Diverse Kunstnere - Hyldestalbum til Gustav Winkler - Søren Poppe - Aldrig Som Før |
| Årets Danske Børneudgivelse        | - Alberte, Thomas Winding og Jan Rørdam - Sludder & Vrøvl - Anne Gadegaard - Chiki Chiki - B-Boys - Vores Verden - Diverse Kunstnere - Jul i Valhal - Diverse Kunstnere - MGP 2005                                                                                                |
| Årets Danske Sangskriver           | - Steffen Brandt (tv·2) - Jens Unmack - Jokeren - Kasper Eistrup (Kashmir) - Tina Dickow |
| Årets Danske Producer              | - Pharfar for Bikstok Røgsystem - Over stok og sten - Thomas Troelsen for tv·2's De første kærester på månen - Carsten Heller for Spleen Uniteds Godspeed into the Mainstream - Nikolaj Nørlund for Andersens Drømme (diverse kunstnere) og Jens Unmacks Vejen Hjem Fra Rocknroll |
| Årets Danske Musikvideo            | - Martin de Thurah for Carpark North - "Human" - Bikstok Røgsystem - "Cigar" - Kashmir - "The Curse Of Being A Girl" - U$O - "Ikk’Å" - Veto - "I Will Not Listen" |
| Årets Udenlandske Album            | - Gorillaz - Demon Days - Gavin DeGraw - Chariot - Green Day - American Idiot - Kanye West - Late Registration - The White Stripes - Get Behind Me Satan |
| Årets Nye Udenlandske Navn         | - Antony and the Johnsons - I Am A Bird Now - Bloc Party - Gavin DeGraw - James Blunt - M.I.A. |
| Årets Udenlandske Hit              | - Gorillaz - "Feel Good Inc." - Franz Ferdinand - "Do You Want To" - Green Day - "Boulevard of Broken Dreams" - James Blunt - "You’re Beautiful" - Madonna - "Hung Up" |
| IFPIs Ærespris                     | tv·2 |

### Danish Music Awards 2007
Lørdag den 3. marts 2007 i KB-Hallen, Frederiksberg. Showet blev sendt live på DR1, hvor Jakob Riising var vært.
Følgende artister optrådte:
- Nik & Jay – "Boing!"
- Natasja – "Op med hovedet"
- Mikael Simpson – "Jeg sidder fast"
- Thomas Helmig featuring KNA Connected – "Det du kan"
- Ida Corr med DR Big Band – "Late Night Bimbo"
- Trolle//Siebenhaar – "Sweet Dogs"
- Nephew – "Igen & Igen &"
- Kenneth Bager – "The Sound Of Swing"
- James Morrison med DR Big Band – Wonderful World
- VETO – "You Are A Knife"
- Rasmus Nøhr – "Sommer i Europa"

| Kategori                           | Vindere og nominerede |
| ---------------------------------- | --- |
| Årets Danske Album                 | - Nephew - Interkom kom ind - Kim Larsen & Kjukken - Gammel Hankat - Mikael Simpson - Stille & Uroligt - Thomas Helmig - Helmig Herfra - VETO - There's a Beat in All Machines |
| Årets Danske Gruppe                | - Nephew - Kim Larsen & Kjukken - Moi Caprice - Oh No Ono - VETO |
| Årets Danske Sangerinde            | - Kira Skov (Kira & The Kindred Spirits) - Dicte Westergaard Madsen (Dicte & The Sugarbones) - Marie Key (Marie Key Band) - Natasja Saad Henriette Sennenvaldt (Under Byen) |
| Årets Danske Sanger                | - Teitur - Mikael Simpson - Simon Kvamm (Nephew) - Thomas Helmig - Troels Abrahamsen (Veto) |
| Årets Nye Danske Navn              | - VETO - Johnson - Mani Spinx - Oh No Ono - Trentemøller |
| Årets Danske Hit                   | - Nephew - "Igen & Igen &" - Mikael Simpson - "Jeg Sidder Fast" - Nik & Jay - "Når Et Lys Slukkes" - Nordstrøm - Berlin" - Rasmus Nøhr - "Sommer i Europa" |
| Årets Danske Rock Udgivelse        | - Nephew - Interkom kom ind - Michael Falch - Falder du nu - Mikael Simpson - Stille & Uroligt - Moi Caprice - The Art Of Kissing Properly - Veto - There's A Beat In All Machines                                                                                                 |
| Årets Danske Pop Udgivelse         | - Peter Sommer - Destruktive vokaler - Kim Larsen & Kjukken - Gammel Hankat - Nik & Jay - 3: Fresh, Fri, Fly - Rasmus Nøhr - Lykkelig smutning - Thomas Helmig - Helmig Herfra |
| Årets Danske Electronica Udgivelse | - Trentemøller - The Last Resort - Hess Is More - Captain Europe - Kenneth Bager - Fragments From A Space Cadet |
| Årets Danske Hip-Hop Udgivelse     | - Johnson - Det passer - Natasja - Release - UFO Yepha - Ingen Som Os |
| Årets Danske Børneudgivelse        | - Diverse kunstnere - Der var engang en dreng - Diverse Kunstnere - MGP 2006 - Stine Michel - Mosekonen Brygger |
| Årets Danske Sangskriver           | - Mikael Simpson - Kim Larsen & Kjukken - Simon Kvamm - Peter Sommer - Thomas Helmig |
| Årets Danske Producer              | - Trentemøller - The Last Resort - Mikael Simpson for Mikael Simpson - Carsten Heller for Nephew - Jon & Jules for Nik & Jay - Troels Abrahamsen for Veto |
| Årets Danske Musikvideo            | - Peder Pedersen for VETO - "We Are Not Your Friends" - Niels Gråbøl for Mikael Simpson - "Jeg Sidder Fast" - Michael Christensen & Pingo van der Brinkloev for Nik & Jay - "Boing!" - Lasse Martinussen for Peter Sommer - "8660" - Jorge Ballerin for UFO Yepha - "Op Med Håret" |
| Årets Udenlandske Album            | - Justin Timberlake - FutureSex/LoveSounds - Arctic Monkeys - Whatever People Say I Am, That's What I'm Not - Gnarls Barkley - St. Elsewhere - Johnny Cash - American V: A Hundred Highways - Muse - Black Holes and Revelations                                                   |
| Årets Nye Udenlandske Navn         | - Gnarls Barkley - Arctic Monkeys - James Morrison - Lily Allen - Wolfmother |
| IFPIs Ærespris                     | Røde Mor |

### Danish Music Awards 2008
Lørdag den 23. februar 2008 i Glassalen i Tivoli, København. Showet blev sendt live på MySpace TV, hvor Jan Gintberg var vært.
Følgende artister optrådte:
- Kiss Kiss Kiss – "Hector"
- Aura – "Are You for Sale", "Something from Nothing" og "Song for Sophie"
- Dúné – "80 Years" og "Bloodlines"
- Anne Linnet – "Glor på vinduer" (featuring Szhirley) og "Jeg ka' ik' sige nej til dig"
- Tina Dickow – "Cruel to the Sensitive Kind" og "On the Run"
- Volbeat –  "Pool of Booze, Booze, Booza", "The Garden's Tale" (featuring Johan Olsen) og "Sad Man's Tongue"

| Kategori                           | Vinder                                                               |
| ---------------------------------- | -------------------------------------------------------------------- |
| Årets Danske Album                 | Natasja - I Danmark er jeg født                                      |
| Årets Danske Gruppe                | Dúné - We Are In There You Are Out Here                              |
| Årets Danske Kvindelige Kunstner   | Natasja - I Danmark er jeg født                                      |
| Årets Danske Mandlige Kunstner     | Thomas Troelsen (Private)                                            |
| Årets Nye Danske Navn              | Dúné                                                                 |
| Årets Danske Hit                   | Alphabeat - "10.000 Nights of Thunder"                               |
| Årets Danske Rock Udgivelse        | Dúné - We Are In There You Are Out Here                              |
| Årets Danske Pop Udgivelse         | Alphabeat - Alphabeat                                                |
| Årets Danske Electronica Udgivelse | Efterklang - Parades                                                 |
| Årets Danske Hip-Hop Udgivelse     | Suspekt - Prima Nocte                                                |
| Årets Danske Hard Rock Udgivelse   | Hatesphere - Serpent Smiles and Killer Eyes                          |
| Årets Danske Urban Udgivelse       | Natasja - I Danmark er jeg født                                      |
| Årets Danske Voxpop Udgivelse      | Anne Linnet - Akvarium                                               |
| Årets Danske Børneudgivelse        | Diverse kunstnere - Cykelmyggen & Dansemyggen                        |
| Årets Danske Sangskriver           | Natasja                                                              |
| Årets Danske Producer              | Thomas Troelsen for Private - My Secret Lover                        |
| Årets Danske Musikvideo            | Ohhmarymary for JaConfetti - "Step Up"                               |
| Årets Danske Artwork               | Hvass, Hannibal & Ufex for Efterklang - Parades                      |
| Årets Udenlandske Album            | Amy Winehouse - Back to Black                                        |
| Årets Nye Udenlandske Navn         | Mika - Life in Cartoon Motion                                        |
| Årets Udenlandske Hit              | Timbaland vs. Nephew featuring Keri Hilson & D.O.E - "The Way I Are" |
| IFPIs Ærespris                     | Anne Linnet                                                          |

### Danish Music Awards 2009
Lørdag den 28. februar 2009 i Glassalen i Tivoli, København. Værten var Anders Breinholt. Det er første gang siden 2000 at showet ikke blev sendt live på tv.
Følgende artister optrådte:
- Sys Bjerre – "Sandpapir" og "Pik"
- Peter Sommer – "Til rotterne, til kragerne, til hundene" og "Chancetur"
- Mike Sheridan – "Krisehjælp" (featuring Nicolaj Rasted), "Too Close" (featuring Mads Langer) og "Fact-Fiction" (featuring Mads Langer).
- VETO – "Blackout" og "You Say Yes, I Say Yes"
- Balstyrko – "Intet stopper helt" og "Jagten paa noget"
- Love Shop – "Alle har en drøm at befri", "Love Goes On Forever" og "Kræmmersjæl"

Der uddeles priser i 22 kategorier – herunder otte forskellige musikalske genrekategorier fra børneudgivelser til electronica. Danish Music Awards 2009 omfatter i alt 89 nomineringer fordelt på 52 forskellige kunstnere. Mere end 46 procent af de nominerede kunstnere er kvinder eller har kvinder som frontfigurer. En fjerdedel af de nominerede kunstnere er debutanter.
| Kategori                                 | Vindere og nominerede |
| ---------------------------------------- | --- |
| Årets Danske Album                       | - L.O.C. - Melankolia/XxxCouture - Veto - Crushing Digits - Sys Bjerre - Gør Det Selv - Choir Of Young Believers - This Is For The White In Your Eyes - Peter Sommer - Til Rotterne, Til Kragerne, Til Hundene                                          |
| Årets Danske Gruppe                      | - VETO - Carpark North - Volbeat - Spleen United - Hej Matematik |
| Årets Danske Kvindelige Kunstner         | - Aura - Tina Dickow - Ane Trolle (Trolle//Siebenhaar) - Sys Bjerre - Szhirley |
| Årets Danske Mandlige Kunstner           | - Peter Sommer - Henrik Hall - Troels Abrahamsen (Veto) - L.O.C. - Jannis Noya Makrigiannis (Choir Of Young Believers) |
| Årets Nye Danske Navn                    | - Choir of Young Believers - Aura - Oh Land - Sys Bjerre - Annika Aakjær |
| Årets Danske Hit                         | - Lizzie - "Ramt i natten" - Hej Matematik - "Walkmand" - Infernal - "Downtown Boys" - Private - "Crucify My Heart" - Sys Bjerre - "Malene" |
| Årets Danske Rock Udgivelse              | - Peter Sommer - Til rotterne, til kragerne, til hundene - VETO - Crushing Digits - Carpark North - Grateful - Volbeat - Guitar Gangsters & Cadillac Blood - Choir Of Young Believers - This Is For The White In Your Eyes                              |
| Årets Danske Pop Udgivelse               | - Aura - Columbine - Trolle//Siebenhaar - Couple Therapy - Sys Bjerre - Gør Det Selv - Szhirley - Hjerter Dame - Hej Matematik - Vi burde ses noget mere                                                                                                |
| Årets Danske Electronica Udgivelse       | - Mike Sheridan - I syv sind - Camille Jones - Barking Up The Wrong Tree - Lulu Rouge - Bless You |
| Årets Danske Hip-Hop Udgivelse           | - L.O.C. - Melankolia/XxxCouture - UFO Yepha - Kig Mig I Øjnene - Natasja - Shooting Star |
| Årets Danske Hard Rock Udgivelse         | - A Kid Hereafter in the Grinding Light - A Kid Hereafter in the Grinding Light - Mercenary - Architect Of Lies - Rock Hard Power Spray - Trigger Nation                                                                                                |
| Årets Danske Singer/Songwriter Udgivelse | - Teitur - The Singer - Tina Dickow - A Beginning, A Detour, An Open Ending - Tim Christensen - Superior |
| Årets Danske Voxpop Udgivelse            | - Anne Linnet - Anne Linnet - Dodo & The Dodos - 6 - - Hanne Boel - A New Kinda Soul - GnagsHanne Boel - Legepladsen - Souvenirs - Rækkehuse På Mars |
| Årets Danske Børneudgivelse              | - Kaya Brüel - Med Dannebrog på næsen - Løgnhalsen Og De Medskyldige - Løgnehistorier Og Sange Fra De Varme Lande - Ole Kibsgaard - Drengen Der Dagdrømte                                                                                               |
| Årets Danske Sangskriver                 | - Peter Sommer - Sys Bjerre - L.O.C. - Jannis Noya Makrigiannis (Choir Of Young Believers) - Søren og Nicolaj Rasted (Hej Matematik) |
| Årets Danske Producer                    | - Rune Rask & Jonas Vestergaard for L.O.C. - Melankolia/XxxCouture - Veto og Carsten Heller (for Veto: Crushing Digits) - Fridolin Nordsø, Anders Rhedin og Jannis Noya Makrigiannis (for Choir Of Young Believers: This Is For The White In Your Eyes) |
| Årets Danske Musikvideo                  | - Thomas J. Mikkelsen & Dennis Holck Petersen for UFO Yepha - "Næh Næh" - Andreas Kahn for Pilgrimz: "Shake-A-Feather" - Jimmy Falinski Kornhauser for Lulu Rouge: "Bless You"                                                                          |
| Årets Danske Artwork                     | - Martin Furze for Natasja - Shooting Star - Iselin Emilia F. Toubro og Claudia Bille Stræde for I Scream Ice Cream: I Scream Ice Cream - Martin Furze for Natasja: Shooting Star - Paul Wilson (Yellow1) Tim Christensen: Superior                     |
| Årets Udenlandske Album                  | - Kings of Leon - Only by the Night - Bon Iver - For Emma, Forever Ago - Santogold - Santogold - Portishead - Third - Coldplay - Viva la Vida or Death and All His Friends                                                                              |
| Årets Nye Udenlandske Navn               | - MGMT - Glasvegas - Katy Perry - Duffy - Lykke Li |
| Årets Udenlandske Hit                    | - Duffy - "Mercy" - Gabriella Cilmi - "Sweet About Me" - Katy Perry - "I Kissed A Girl" - Leona Lewis - "Better In Time" - Madonna feat. Justin Timberlake - "4 Minutes"                                                                                |
| IFPIs Ærespris                           | Love Shop |

## 2010'erne

### Danish Music Awards 2010
Søndag den 14. november 2010 i Bremen Teater, København med sangskriver og producer Søren Rasted som vært. Showet blev endnu engang ikke sendt direkte på tv. Det er første gang at IFPI i samarbejde med World Music Denmark, Jazz Danmark og Folkemusikkens Fælles Sekretariat slår sig sammen til én fælles prisuddeling.
Der uddeltes priser i 20 kategorier. Prisen Steppeulven for Årets Håb blev uddelt af Foreningen af Danske Musikkritikere.
| Kategori                             | Vindere og nominerede |
| ------------------------------------ | --- |
| Årets Danske Album                   | - Medina - Velkommen til Medina - Kashmir - Trespassers - Mew - No More Stories - Nephew - DanmarkDenmark - Rasmus Seebach - Rasmus Seebach                                                    |
| Årets Danske Gruppe                  | - Alphabeat - Kashmir - Nephew |
| Årets Danske Kvindelige Kunstner     | - Medina - Fallulah - Stine Bramsen |
| Årets Danske Mandlige Kunstner       | - Rasmus Seebach - Burhan G - Trentemøller |
| Årets Nye Danske Navn                | - Medina - Fallulah - Nabiha |
| Årets Danske Hit                     | - Medina - "Vi to" - Burhan G feat. Medina - "Mest Ondt" - Kato feat. U$O & Johnson - "Hey Shorty (Yeah Yeah Pt. 2)"                                                                           |
| Årets Danske Sangskriver             | - Medina og Providers for Medina - Velkommen til Medina - Rasmus og Nicolai Seebach samt Jinx for Rasmus Seebach - Rasmus Seebach - Søren og Nicolaj Rasted for Hej Matematik - Alt går op i 6 |
| Årets Danske Producer                | - Providers for Medina - Velkommen til Medina - Søren og Nicolaj Rasted for Hej Matematik - Alt går op i 6 - Trentemøller for Trentemøller - Into the Great Wide Yonder                        |
| Årets Udenlandske Album              | - Robyn - Body Talk Pt. 1 - Grizzly Bear - Veckatimest - Lady Gaga - The Fame Monster |
| Årets Udenlandske Hit                | - Stromae - "Alors On Danse" - Edward Maya feat. Vika Jigulina - "Stereo Love" - Yolanda Be Cool & DCUP "We Speak No Americano"                                                                |
| Årets Danske Jazzudgivelse           | - Jakob Bro - Balledeering - Nikolaj Hess - Global Motion - Thomas Maintz - This Is The Colour                                                                                                 |
| Årets Danske Vokaljazz Udgivelse     | - Sinne Eeg - Don’t Be So Blue - Indra - Indra - Sissel Vera Pettersen og Nikolaj Hess - A Word                                                                                                |
| Årets Nye Danske Jazznavn            | - August Rosenbaum - Magnus Hjorth - Thomas Bornø |
| Årets Danske Crossover Jazzudgivelse | - Girls in Airports - Girls In Airports - Benny Andersen og Livslinjerne - Hyldest Til Holdbarheden - Thunderstrucks - Thunderstrucks                                                          |
| Årets Danske Folk Album              | - Falgren Busk Duo - Duet - CODY - Songs - Mike Andersen Band - Echoes - Nalle & His Crazy Ivans - Back To The Roots - Valravn - Koder På Snor                                                 |
| Årets Nye Danske Folk Navn           | - Falgren Busk Duo - CODY - Tim Lothar & Peter Nande |
| Årets Danske Folk Musiker/Vokalist   | - Nikolaj Busk - Martin Seeberg - Mike Andersen |
| Årets Danske Folk Komponist          | - Bjarke Falgren for Falgren Busk Duo - Duet - Kasper Kaae - Songs - Mike Andersen - Echoes |
| Årets Danske World Album             | - Afenginn - Bastard Etno - Basiru Suso - Foli - Dánjal - The Palace - Sara Indrio & The Latin Collective - Vol. 1 - Vokalselskabet Glas - Kopirin                                             |
| Årets Danske World Track             | - Fatma Zidan - "Ana Kol" - Alis Riddim feat. Wafande - "Lang Vej Hjem" - Mizgin - "Welcome Delal"                                                                                             |
| Årets Initiativ                      | Rap Akademiet |
| Steppeulven for Årets Håb            | Marie Fisker |
| IFPIs Ærespris                       | Cæcilie Norby |

### Danish Music Awards 2011
Danish Music Awards 2011 blev afholdt den 5. november 2011 i Forum i København. Prisuddelingen blev sendt direkte på TV 2, hvilket er første gang siden 2008 at showet er blevet sendt på landsdækkende TV. Danish Music Awards 2011 blev afholdt i samarbejde med IFPI, KODA og Live Nation. De nominerede blev offentliggjort den 12. oktober 2011. Årets prisnomineringer er baseret på udgivelser i perioden juli 2010 – august 2011. Værterne var Anders Breinholt og Anders Lund Madsen. Showet blev set af 958.000 seere i gennemsnit, hvilket slår rekorden på 854.000 seere fra Danish Music Awards i 2001.
Følgende artister optrådte:
- L.O.C. og U$O - "Momentet"
- Rasmus Seebach - "I mine øjne"
- Aura - "Geronimo"
- Agnes Obel - "Riverside"
- Burhan G - "Jeg' i live" og "Tættere på himlen" (med Nik & Jay)
- Nik & Jay - "Udødelige" (med Søren Huss)
- Tim Christensen and the Damn Crystals - "Surprise Me" og "Get the Fuck Out of My Mind"
- Medina - "Synd for dig"
- Kidd - "Ik' lavet penge"
- Wafande - "Gi' mig et smil" og "En anden" (med Xander)
- Xander - "Hovedet i spindelvæv"

| Kategori                         | Vindere og nominerede |
| -------------------------------- | --- |
| Årets Danske Album               | - Agnes Obel - Philharmonics - De Eneste To - De Eneste To - Fallulah - The Black Cat Neighbourhood - Søren Huss - Troen & Ingen - Vinnie Who - Then I Met You                                                            |
| Årets Danske Sangskriver         | - Agnes Obel - Anders Mathiasen & Jacob Bellens (Murder) - Burhan G - Peter Sommer & Simon Kvamm (De Eneste To) - Søren Huss                                                                                              |
| Årets Danske Gruppe              | - The William Blakes - De Eneste To - Volbeat |
| Årets Danske Kvindelige Kunstner | - Agnes Obel - Fallulah - Oh Land |
| Årets Danske Mandlige Kunstner   | - Søren Huss - Burhan G - Vinnie Who |
| Årets Danske Hit                 | - Fallulah - "Out of It" - Clara Sofie & Rune RK - "Når Tiden Går Baglæns" - Medina - "Addiction" - Nik & Jay - "Mod Solnedgangen" - Xander - "Det Burde Ikk' Være Sådan Her"                                             |
| Årets Nye Danske Navn            | - Agnes Obel - Fallulah - Vinnie Who |
| Årets Danske Livenavn            | - Turboweekend - Carpark North - De Eneste To |
| Årets Danske Producer            | - Fridolin og Fallulah for Fallulah - "Out of It" - Providers for Medina - "Addiction" - Yo Akim for Lucy Love - "Poison"                                                                                                 |
| Årets Internationale Album       | - Adele - 21 - Bon Iver - Bon Iver - Bruno Mars - Doo-Wops & Hooligans - James Blake - James Blake - Robyn - Body Talk Pt. 2                                                                                              |
| Årets Internationale Hit         | - Rihanna - "Only Girl (In the World)" - Bruno Mars - "Grenade" - Bruno Mars - "Just The Way You Are" - Eminem feat. Rihanna - "Love the Way You Lie" - Shakira feat. Freshly Ground - "Waka Waka (This Time For Africa)" |
| Årets Danske Rockudgivelse       | - The William Blakes - The Way of the Warrior - Søren Huss - Troen & Ingen - Volbeat - Beyond Hell/Above Heaven |
| Årets Danske Popudgivelse        | - Agnes Obel - Philharmonics - Burhan G - Burhan G - Fallulah - The Black Cat Neighbourhood |
| Årets Danske Urbanudgivelse      | - L.O.C. - Libertiner - Lucy Love - Kilo - Per Vers - Ego |
| Årets Danske Voxpopudgivelse     | - Alberte Winding - Fjerde til venstre - Peter AG - Det Store Sceneshow - Povl Dissing - Smertefulde Sange |
| Årets Danske Club-udgivelse      | - Kato - Discolized 2.0 - Clara Sofie & Rune RK - Byen Elsker Dig - Rosa Lux - Monsters |
| Årets Danske Musikvideo          | - L.O.C. - "Ung for evigt" - Carpark North - "Burn It" - Medina - "For Altid" - Outlandish - "Triumf" - Rasmus Walter - "Dybt Vand"                                                                                       |
| Årets Publikumspris              | - Nik & Jay - L.O.C. - Burhan G - De Eneste To - Agnes Obel |
| IFPI's Ærespris                  | Nik & Jay |

### Danish Music Awards 2012
Danish Music Awards 2012 blev afholdt den 10. november 2012 i Forum i København. Prisuddelingen blev sendt direkte på TV 2, med Anders Breinholt som vært.
Følgende artister optrådte:
- Aura Dione - "In Love with the World"
- Stine Bramsen – "Love Sea"
- Nabiha – "Mind the Gap"
- Shaka Loveless – "Tomgang" og "Ikke mere tid"
- Lukas Graham – "Better Than Yourself (Criminal Mind Pt. 2)"
- Nephew – "Hjertestater"
- Mads Langer – "Nu hvor du har brændt mig af"
- Outlandish – "Stupid Man"
- Burhan G – "Midnat i Europa"
- Medina – "Har du glemt"
- EaggerStunn - "Kugledans"
- Klumben & Raske Penge – "Faxe Kondi"
- Marie Key – "Uopnåelig"
- Dúné – "HELL NO!"

| Kategori                         | Vindere og nominerede |
| -------------------------------- | --- |
| Årets Danske Album               | - Malk de Koijn – Toback to the Fromtime - Eaggerstunn - Armagedion - Lukas Graham - Lukas Graham - Oh Land - Oh Land - When Saints Go Machine - Konkylie |
| Årets Nye Danske Navn            | - Lukas Graham - Eaggerstunn - Ulige Numre |
| Årets Danske Gruppe              | - When Saints Go Machine - Lukas Graham - Malk De Koijn |
| Årets Danske Sangskriver         | - Rasmus Seebach, Nicolai Seebach og Lars Ankerstjerne for Mer' end kærlighed - Aura Dione for Before the Dinosaurs - Jacob Bellens for Church of the Real (I Got You On Tape) - Lukas Graham og Backbone for Lukas Graham - Malk de Koijn for Toback to the Fromtime                                                  |
| Årets Danske Kvindelige Kunstner | - Aura Dione - Medina - Mette Lindberg (The Asteroids Galaxy Tour) |
| Årets Danske Mandlige Kunstner   | - Rasmus Seebach - L.O.C. - Lukas Graham |
| Årets Danske Hit                 | - Aura Dione – "Geronimo" - Burhan G - "Jeg' i live" - Medina - "Kl. 10" - Rasmus Seebach - "I Mine Øjne" - Svenstrup & Vendelboe feat. Nadia Malm - "Glemmer dig aldrig" |
| Årets Danske Livenavn            | - Malk de Koijn - D-A-D - L.O.C. |
| Årets Publikumspris              | - Rasmus Seebach - Aura Dione - Medina - Shaka Loveless - Malk De Koijn - D-A-D - Niklas - Lukas Graham - L.O.C. - KATO - Tim Christensen and the Damn Crystals - Klumben og Raske Penge |
| Årets Nytænker/Innovationsprisen | - Christopher - Muri & Mario - Cheff Records - Tina Dickow - Niklas |
| Årets Danske Rockudgivelse       | - Spleen United – School of Euphoria - D-A-D - DIC.NII.LAN.DAFT.ERD.ARK - Turboweekend - Fault Lines |
| Årets Danske Popudgivelse        | - Rasmus Seebach – Mer' end kærlighed - Aura Dione - Before the Dinosaurs - Lukas Graham - Lukas Graham |
| Årets Danske Urbanudgivelse      | - Malk de Koijn – Toback to the Fromtime - Eaggerstunn - Armagedion - L.O.C. - Prestige, Paranoia, Persona Vol. 1 |
| Årets Danske Voxpopudgivelse     | - Sebastian – Øjeblikkets mester - Mike Andersen - Mike Andersen - Sanne Salomonsen - Tiden brænder |
| Årets Danske Club-udgivelse      | - Shaka Loveless – "Tomgang" - Kasper Bjørke feat. Jacob Bellens - "Lose Yourself to Jenny" - Nabiha - "Never Played the Bass" |
| Årets Danske Producer            | - When Saints Go Machine for Konkylie - Andreas Keilgaard (Fresh-I), Søren Schou og Shaka Loveless for Shaka Loveless - Eaggerstunn for Armagedion |
| Årets Danske Musikvideo          | - Shaka Loveless – "Tomgang" (Instruktør: Amdi Niss-Espinoza) - L.O.C. - "Langt Ude" (Instruktør: Mike Spooner) - L.O.C. - "Noget Dumt" (Instruktør: Rasmus Laumann) - Nabiha - "Never Played the Bass" (Instruktør: Patrick Killingbeck) - Outlandish - "Warrior//Worrier" (Instruktør: Martin Skovbjerg/Sauna Cigar) |
| Årets Internationale Album       | - Lana Del Rey – Born to Die - The Black Keys - El Camino - Coldplay - Mylo Xyloto - Jack White - Blunderbuss - Jay-Z og Kanye West - Watch the Throne |
| Årets Internationale Hit         | - Gotye – "Somebody That I Used to Know" - Avicii - "Levels" - Carly Rae Jepsen - "Call me Maybe" - Michel Teló - "Ai Se Eu Te Pego" - Rihanna - "We Found Love" |
| Danish Music Awards Ærespris     | Thomas Helmig |

### Danish Music Awards 2013
| Kategori                         | Vindere og nominerede |
| -------------------------------- | --- |
| Årets Danske Album               | - Marie Key – De her dage - Christian Hjelm – Før Vi Blev Lette - Peter Sommer – Alt forladt - Quadron – Avalanche - Shaka Loveless – Shaka Loveless                                            |
| Årets Nye Danske Navn            | - Quadron - Barbara Moleko - TopGunn |
| Årets Danske Gruppe              | - Volbeat - Quadron - When Saints Go Machine |
| Årets Danske Sangskriver         | - Marie Key for De her dage - Christian Hjelm for Før Vi Blev Lette - Coco Karshøj og Robin Hannibal (Quadron) for Avalanche - Peter Sommer for Alt forladt - Shaka Loveless for Shaka Loveless |
| Årets Danske Kvindelige Kunstner | - Marie Key - Coco Karshøj (Quadron) - Nabiha |
| Årets Danske Mandlige Kunstner   | - Shaka Loveless - Mads Langer - Peter Sommer |
| Årets Danske Hit                 | - Marie Key – "Uden Forsvar" - Lukas Graham – "Better Than Yourself (Criminal Mind Pt. 2)" - Mads Langer – "Elephant" - Panamah – "Børn Af Natten" - Shaka Loveless – "Ikke Mere Tid"           |
| Årets Danske Livenavn            | - Marie Key - Magtens Korridorer - Turboweekend |
| Årets Publikumspris              | Mads Langer |
| Årets Nytænker                   | Nik & Jay |
| Årets Danske Rockudgivelse       | - Volbeat – Outlaw Gentlemen & Shady Ladies - Peter Sommer – Alt forladt - When Saints Go Machine – Infinity Pool                                                                               |
| Årets Danske Popudgivelse        | - Marie Key – De her dage - Nabiha – Mind The Gap - Shaka Loveless – Shaka Loveless |
| Årets Danske Urbanudgivelse      | - Quadron – Avalanche - TopGunn – 21 - Ukendt Kunstner – Neonlys |
| Årets Danske Voxpopudgivelse     | - Allan Olsen – Jøwt - Folkeklubben – Nye Tider - Povl Dissing – 25 Minutter Endnu |
| Årets Danske Club-udgivelse      | - Yepha – "Ik' Gør Det" - Kongsted – "Chuck Norris" - Muri & Mario – "Mambo" |
| Årets Danske Producer            | - Robin Hannibal for Avalanche (Quadron) - Anders Christensen for "Børn Af Natten" (Panamah) - Andreas Sommer for De her dage (Marie Key)                                                       |
| Årets Internationale Album       | - Rihanna – Unapologetic - Daft Punk – Random Access Memories - Kanye West – Yeezus - Kendrick Lamar – Good Kid, M.A.A.D City - Nick Cave & The Bad Seeds – Push The Sky Away                   |
| Årets Internationale Hit         | - Daft Punk – "Get Lucky" - Passenger – "Let Her Go" - Rihanna – "Diamonds" - PSY – "Gangnam Style" - Will.I.Am – "Scream & Shout"                                                              |
| Danish Music Awards Ærespris     | Shu-Bi-Dua |

### Danish Music Awards 2014
Danish Music Awards 2014 blev afholdt d. 7. november i Forum, København. Ved showet optrådte Lukas Graham, Hedegaard, Brandon Beal, Christopher, Medina, Lars H.U.G., MØ, De Eneste To, D-A-D, Ukendt Kunstner, S!vas, Julias Moon, TopGunn og Burhan G.
| Kategori                       | Vindere og nominerede |
| ------------------------------ | --- |
| Årets Danske Album             | - MØ – No Mythologies to Follow - Christopher – Told You So - Nik & Jay – United - Rasmus Seebach – Ingen kan love dig i morgen - S!vas – D.a.u.d.a |
| Årets Nye Danske Navn          | - MØ - Julias Moon - Karl William - S!vas - The Minds of 99 |
| Årets Danske Gruppe            | - Ukendt Kunstner - Julias Moon - Nik & Jay - Spids Nøgenhat - The Minds of 99 |
| Årets Danske Sangskriver       | - Rasmus Seebach, Nicolai Seebach og Lars Ankerstjerne for "Ingen Kan Love Dig I Morgen" - Christopher, Frederik Tao Nordsø, Fridolin Nordsø og Brandon Beal for "Told You So" med Christopher - MØ og Ronni Vindahl for "No Mythologies To Follow" - Nik & Jay for "United" - Sivas Torbati for "D.A.U.D.A"  |
| Årets Danske Solist            | - MØ - Burhan G - Christopher - Rasmus Seebach - Shaka Loveless |
| Årets Danske Hit               | - Medina – "Jalousi" - Brandon Beal (feat. Christopher) – "Twerk It Like Miley" - Hedegaard (feat. Lukas Graham) – "Happy Home" - Rasmus Seebach – "Olivia" - Rasmus Seebach – "Øde Ø" |
| Årets Danske Livenavn          | - Spids Nøgenhat - MØ - Magtens Korridorer |
| Årets Ide                      | - Musikstarter – Nephew - Flygtningestemmer – Gert Barslund - Dauda-app'en - S!vas - Heartbeats – Le Gammeltoft - Spottedspillet - Vild $mith |
| Årets Publikumspris            | - Christopher - Burhan G - L.O.C - L.I.G.A - Medina |
| Årets Danske Rockudgivelse     | - Spids Nøgenhat – Kommer Med Fred - The Minds of 99 – The Minds of 99 - Ulige Numre – Nu Til Dags |
| Årets Danske Popudgivelse      | - Christopher – Told You So - Nik & Jay - United - Rasmus Seebach – Ingen kan love dig i morgen |
| Årets Danske Urbanudgivelse    | - S!vas – D.a.u.d.a - Karl William – Døende - Ukendt Kunstner – Forbandede Ungdom |
| Årets Danske Voxpopudgivelse   | - Michael Falch – Sommeren Kom Ny Tilbage - Allan Olsen – D'Damer & Allan Olsen - Poul Krebs - Asfalt |
| Årets Danske Club-udgivelse    | - Brandon Beal (feat. Christopher) – "Twerk It Like Miley" - Kato (feat. TopGunn) - "Dumt På Dig" - Kongsted - "R.E.D." |
| Årets Danske Musikvideo        | - MØ - "Walk This Way" (Instrueret af Emile Rafael / Produceret af Caviar) - Kidd - "Brunt Øje" (Skrevet og instrueret af Rasmus Rørbæk / Produceret af Rasmus Rørbæk) - L.O.C. – "Marquis" (Skrevet og instrueret af Liam O'Connor / Co-instrueret af Michael Sauer Christensen / Produceret af Gaucho Film) |
| Årets Danske Producer          | - Hedegaard for "Happy Home" med Hedegaard - Reza Forgani for "D.A.U.D.A" med S!vas - Ronni Vindahl for "No Mythologies To Follow" med MØ |
| Årets Internationale Hit       | - Pharrell Williams – "Happy" - Avicii – "Hey Brother" - Eminem (feat. Rihanna) – "The Monster" - Mr. Probz – "Waves" - Pitbull (feat. Ke$ha) – "Timber" |
| Årets Internationale Udgivelse | - Pharrell Williams – Girl - Artic Monkeys – AM - Avicii – True - Damon Albarn – Everyday Robots - Drake – Nothing Was The Same |
| Danish Music Awards Ærespris   | D-A-D |

### Danish Music Awards 2015
Danish Music Awards 2015 blev afholdt d. 7. november i Forum, København. Prisuddelingen blev sendt direkte på TV 2, med Anders Breinholt og Christopher som værter
De nominerede blev offentliggjort i begyndelsen af oktober måned.
| Kategori                       | Vindere og nominerede |
| ------------------------------ | --- |
| Årets publikumspris            | - Lukas Graham - Joey Moe - Marie Key - Djämes Braun - Stine Bramsen |
| Årets danske sangskriver       | - Carl Emil Petersen - Grand Prix (Ulige Numre) - Lars H.U.G. for 10 sekunders stilhed (Lars H.U.G.) - Louis Samson Myhre og Oliver Kincaid for Fake ID Heartbreak (Julias Moon) - Lukas Graham, Stefan Forrest og Morten Ristorp for Lukas Graham (Blue Album) - Marie Key for Tænker du vi danser |
| Årets danske udgivelse         | - Lukas Graham - Lukas Graham - Lars H.U.G. – 10 sekunders stilhed - Marie Key – Tænker du vi danser - Suspekt – V - Ulige Numre – Grand Prix |
| Årets danske gruppe            | - Suspekt - Folkeklubben - Julias Moon - Lukas Graham - Ulige Numre |
| Årets danske hit               | - Cisilia - "Vi to datid nu" - Christopher (feat. Brandon Beal) – "CPH Girls" - Djämes Braun - "Fugle" - Kesi – "Søvnløs" - Suspekt (feat. Lukas Graham) – "Søndagsbarn" |
| Årets nye danske navn          | - Cisilia - Emil Stabil - Kesi - Lord Siva - Scarlet Pleasure |
| Årets danske producer          | - Rune Rask & Jonas Vestergaard for Suspekts V - Andreas Sommer for Marie Keys Tænker du vi danser - Oliver Kincaid for Julias Moon’s Fake ID Heartbreak |
| Årets danske live navn         | - Suspekt - Lars H.U.G. - MØ |
| Årets danske urbanudgivelse    | - Suspekt - V - Emil Stabil – Emil Stabil - Karl William – Placebo |
| Årets internationale hit       | - OMI - "Cheerleader" - Ellie Goulding – "Love Me Like You Do" - Kygo – "Stole The Show" - Major Lazer & DJ Snake (feat. MØ) – "Lean On" - Wiz Khalifa (feat. Charlie Puth) – "See You Again" |
| Årets internationale udgivelse | - Kendrick Lamar - To Pimp a Butterfly - Drake – If You're Reading This It's Too Late - Taylor Swift – 1989 - Tove Lo – Queen of The Clouds |
| Årets danske club-navn         | - TooManyLeftHands - "Too Young To Die" - Alexander Brown (feat. Jack Savoretti) – "Jack In A Box" - Morten Hampenberg & Yepha – "Vi Helt Væk" |
| Årets danske rockudgivelse     | - Ulige Numre - Grand Prix - Mew - +- - Turboweekend – Share My Thunder |
| Årets danske musikvideo        | - Xtra Naan - "Malk mig" (instrueret af Simon Bonde) - S!vas – "Det gode liv" (instrueret af Fenar Ahmed) - Emil Stabil – "Er Det En Fugl" (instrueret af Emil Stabil og Lil Producer) |
| Årets idé                      | - Jacob Gurevitsch og Per Thorgaard - Musik i ambulancer - Outlandish og The Human Appeal Tour Mew365 |
| Årets danske popudgivelse      | - Lukas Graham - Lukas Graham (Blue Album) - Cisilia – Unge øjne - Julias Moon – Fake ID Heartbreak |
| Årets danske solist            | - Sivas - Lars H.U.G. - Marie Key - Cisilia - S!vas - Stine Bramsen |
| Ærespris                       | Tim Christensen |

### Danish Music Awards 2016
Danish Muscis Awards bliver afholdt årligt i Danmark for at hylde samt overrække priser til sangere, som har formået at gøre en musikalsk forskel i den danske sang-historie. 2016 bød på nye navne såsom Gulddreng, Blak og Phlake. Det danske award show i 2016 blev holdt d. 12 november 2016 over et par timer. 
| Kategori                               | Vindere og nominerede |
| -------------------------------------- | --- |
| Årets danske udgivelse                 | - Phlake – Slush Hours - Alex Vargas – Giving Up The Ghost - Liss– First - The Minds of 99 – Liber - Kwamie Liv – Lost In The Girl |
| Årets danske gruppe                    | - The Minds of 99 - Liss - Phlake - Scarlet Pleasure - Chinah |
| Årets danske solist                    | - Alex Vargas - Christopher - Kwamie Liv - Mads Langer - S!vas |
| Årets danske hit                       | - Gilli featuring MellemFingaMuzik – "C'est la vie" - Blak – "Nede Mette" - MØ – "Final Song" - Phlake – "Pregnant" - Brandon Beal feat. Lukas Graham – "Golden"                                                                       |
| Årets Nye Danske Navn                  | - Phlake - Alex Vargas - Chinah - Gilli - Gulddreng |
| Årets danske sangskriver – Koda-prisen | - Jonathan Elkær, Mads Bo Iversen og Gisli Gislason for Phlake – Slush Hours - Alex Vargas for Giving Up The Ghost - Pernille Rosendahl og Søren Vestergaard for Dark Bird - Mads Langer for Reckless Twin - The Minds of 99 for Liber |
| Årets danske urbanudgivelse            | - Ukendt Kunstner – Den Anden Side - Benal – Nu - Liss – First |
| Årets danske clubnavn                  | - Blak – "Nede Mette" - Kongsted x Cisilia - "Wild Child" - Faustix feat. David Jay - "Come Closer" |
| Årets danske musikvideo                | - MØ – "Final Song" (Instrueret af Mister Whitmore) - Hasan Shah – "Tyveri" (Instrueret af Azuz Abou) - S!vas (feat. Gilli) – "Kun Hinanden" (Instrueret af Fenar Ahmad)                                                               |
| Årets publikumspris                    | - Gulddreng - MØ - Stine Bramsen - Mads Langer - Christopher |
| Danish Music Awards' Ærespris          | - Medina |
| Årets danske producer                  | - Jonathan Elkær for Phlake – Slush Hours, "Pregnant" og "Angel Zoo" - Hennedub for "Tidligt Op" (Gilli) - Kewan Pádre for "C'est la vie" (Gilli feat. MellemFingaMuzik)                                                               |
| Årets danske livenavn                  | - Lukas Graham - De Underjordiske - Nik & Jay |
| Årets danske rockudgivelse             | - The Minds of 99 – Liber - Dizzy Mizz Lizzy – Forward in Reverse - Volbeat – Seal the Deal & Let's Boogie |
| Årets danske popudgivelse              | - Phlake – Slush Hours - Alex Vargas – Giving Up The Ghost - Christopher – Closer |
| Årets internationale udgivelse         | - Justin Bieber – Purpose - Adele – 25 - Beyoncé – Lemonade - David Bowie – Blackstar - Drake – Views |
| Årets internationale hit               | - Justin Bieber – "Love Yourself" - Adele – "Hello" - Justin Bieber – "Sorry" - Justin Bieber – "What Do You Mean?" - Mike Posner – "I Took A Pill In Ibiza"                                                                           |

### Danish Music Awards 2017
Danish Music Awards 2017 blev afholdt den 11. november i et telt på Nordhavnen i København, hvor Anders Breinholt var vært. Prisuddelingen blev efterfølgende sendt på TV 2 den 12. november 2017.
| Kategori                       | Vindere og nominerede |
| ------------------------------ | --- |
| Årets danske udgivelse         | - Gilli feat. Kesi og Sivas – Rica - KESI feat. Benny Jamz – Mamacita - Scarlet Pleasure – Limbo - Sort Sol – Stor langsom stjerne - Suspekt – 100% Jesus |
| Årets danske gruppe            | - Scarlet Pleasure - Molo - Nik & Jay - Sort Sol - Suspekt |
| Årets danske solist            | - Gilli - Gulddreng - Jacob Dinesen - KESI - Lis Sørensen |
| Årets danske hit               | - Scarlet Pleasure – "Deja Vu" - Gilli – "Habibi Aiwa" - Gilli – "Helwa" - Gilli feat. KESI & Sivas – "Rica" Martin Jensen – "Solo Dance" |
| Årets nye danske navn          | - Noah Carter - Node - Off Bloom - Skinz - Soleima |
| Årets danske sangskriver       | - Gilli for bl.a. "Helwa", "La Varrio" og "Habibi Aiwa" - Gulddreng (for bl.a. "Nemt", "Ked Af Det", "Hva’ Så", "Utro" og "Drikker For Lidt") - Katinka Bjerregaard (for Katinkas "Vi er Ikke Kønne Nok Til At Danse") - Martin Jensen, Lene Dissing, Peter Bjørnskov og Mads Dyhrberg (for Martin Jensen "Solo Dance") - Xander (for blandt andet Xander "Indre By") |
| Årets danske producer          | - Hennedub for bl.a. Kesis "God dag", "Consigliere", "Mamacita" og Gillis "Habibi Aiwa", "Helwa", "La Varrio" og "Rica" - Anders Trentemøller (for Trentemøller "Fixion") - Jens Ole McCoy (for blandt andet Noah Carters Couch Dreams og soundtrack til Underverden) - Jonas Vestergaard & Rune Rask (for Suspekts 100% Jesus) - Kewan Pádre (for blandt andet Molo feat. Benny Jamz, Gilli og MellemFingaMuzik "Nu" og "Udenfor", Sleimans "For Evigt Ung" og "Don Diego" og Node feat. Stepz "De Snakker") |
| Årets internationale udgivelse | - Kendrick Lamar – Damn - Calvin Harris – Funk Wav Bounces Vol. 1 - Ed Sheeran – Divide - Frank Ocean – Blonde - Nick Cave & The Bad Seeds – Skeleton Tree |
| Årets internationale hit       | - Ed Sheeran – "Shape of You" - Clean Bandit feat. Sean Paul & Anne-Marie – "Rockabye" - DJ Snake feat. Justin Bieber – "Let Me Love You" - James Arthur – "Say You Won’t Let Go" - Luis Fonsi feat. Daddy Yankee – "Despacito" |
| Årets danske livenavn          | - Volbeat - Jacob Dinesen - Nik & Jay - Suspekt - Ukendt Kunstner |
| Årets publikumspris            | - Rasmus Seebach - Burhan G - Gilli - Lis Sørensen - MØ |
| Danish Music Awards' Ærespris  | - Sort Sol |

### Danish Music Awards 2018
Danish Music Awards 2018 blev aflyst af arrangørerne.

### Danish Music Awards 2019
Danish Music Awards 2019 blev afholdt den 17. oktober i K.B. Hallen i København, hvor Nabiha var vært. Prisuddelingen blev efterfølgende sendt på TV 2 den 20. oktober 2019.
| Kategori                      | Vindere og nominerede |
| ----------------------------- | --- |
| Årets danske album            | - The Minds of 99 – Solkongen - Sivas – Contra - MØ - Forever Neverland - Hans Philip – Forevigt - Peter Sommer - Elskede at drømme, drømmer om at elske |
| Årets danske gruppe           | - Benal - Folkeklubben - Volbeat - The Minds of 99 - Scarlet Pleasure |
| Årets danske solist           | - Kesi - Gilli - MØ - Tina Dickow - Peter Sommer |
| Årets danske radiohit         | - Lukas Graham – "Love Someone" - Mads Langer – "Flawless" - Alphabeat – "Shadows" - Hugo Helmig – "Wild" - Nicklas Sahl – "New Eyes" |
| Årets danske streaminghit     | - Lukas Graham – "Love Someone" - Lord Siva & Vera – "Paris" - FOOL – "Strapped" - Gilli – "Vai Amor" - Bro – "Sydpå" |
| Årets nye danske navn         | - Clara - Nicklas Sahl - Jada - Branco - Hugo Helmig |
| Årets danske sangskriver      | - MØ – Forever Neverland - Søren Huss – MidtlivsVisen - Hans Philip – Forevigt - Molo – M.O.L.O. - The Minds of 99 – Solkongen |
| Årets danske producer         | - Nicki Pooyandeh (for bl.a. Gillis "Vai Amor"; MellemFingaMuziks "AMG"; Sivas, Node og Gillis "Oui") - Magnus for Benals Hvis Det Virkelig Er Vigtigt & Benjamin Og Albert - Hennedub for bl.a. KESIs Kom Over, Ekstra; KESI og Gillis Su Casa) - Frederik Thaae for Folkeklubbens Sort Tulipan - Asmus og Emil Harm Sørensen & TopGunn for 1991 |
| Årets danske livenavn         | - Nik & Jay - Anne, Sanne, Lis - Lukas Graham - The Minds of 99 - Benal |
| Årets nye danske livenavn     | - Jada - Ude Af Kontrol - Hans Philip - Iris Gold - Hjalmer |
| Årets danske rocknavn         | - The Minds of 99 - Volbeat - Claus Hempler - Katinka - Jesper Binzer |
| Årets danske urbannavn        | - Kesi - Gilli - TopGunn - Sivas - Branco |
| Årets danske popnavn          | - Lukas Graham - Rasmus Seebach - Nik & Jay - Scarlet Pleasure - Phlake |
| Årets forbillede              | - Jesper Ry, musikskolechef på Haderslev Musikskole "som med ildhu og stort engagement har sørget for, at der er undervisning i musik på alle folkeskoler i Haderslev Kommune" |
| Årets frivillige              | - Resource Warriors (NorthSide) - Grøn Koncerts frivillige - Crewet - 1000Fryds aktivister |
| Danish Music Awards' Ærespris | - Lis Sørensen |
| Årets internationale album    | - Billie Eilish – When We All Fall Asleep, Where Do We Go? - Ariana Grande - Thank u, next - Post Malone - beerbongs & bentleys - Travis Scott - Astroworld - Drake – Scorpion |
| Årets internationale hit      | - Lady Gaga og Bradley Cooper – "Shallow" - Post Malone Feat. 21 Savage - "rockstar" - Camila Cabello Feat. Young Thug - "Havana" - Lil Nas X Feat. Billy Ray Cyrus - "Old Town Road" - Ed Sheeran & Justin Bieber - "I Don’t Care" |

## 2020'erne

### Danish Music Awards 2020
Danish Music Awards 2020 blev afholdt den 28. november 2020 i Royal Arena i København, hvor Annika Aakjær var vært. Prisuddelingen blev sendt direkte på TV 2.
| Kategori                      | Vindere og nominerede |
| ----------------------------- | --- |
| Årets danske album            | - Branco & Gilli – Euro Connection - Clara – Growing Up Sucks - Kesi – BO4L - Lord Siva & Vera – Lord Siva & Vera - Stepz – STEPZOLOGI |
| Årets danske gruppe           | - Suspekt - Alphabeat - Citybois - Jung - Lukas Graham |
| Årets danske solist           | - Branco - Gilli - Jada - Lord Siva - Tessa |
| Årets danske radiohit         | - Lukas Graham – "Lie" - Calby – "Burnout" - Christopher – "Ghost" - Jada – "Nudes" - Mads Langer - "Eyes Closed" |
| Årets danske streaminghit     | - Branco & Gilli – "London Town" - ATYPISK Feat. Gilli & Kesi – "Kærlighed" - Branco & Gilli - "LA DANZA" - NODE - "Super Mario" - Tessa – "Ben" |
| Årets nye danske navn         | - Tessa - ArtigeArdit - Drew Sycamore - ICEKIID - Jung |
| Årets danske sangskriver      | - The Minds of 99 - "Som fluer" - ArtigeArdit – "IDIOT" - Jada - "Nudes" - Stepz – STEPZOLOGI - Tessa & Jesper Livid – "Ben" |
| Årets danske producer         | - Nicki Pooyandeh - For albummet EURO CONNECTION (Branco & Gilli) og albummet STEPZOLOGI (Stepz) - Asmus og Emil Harm Sørensen for ErruDumEllaHvad (ICEKIID) - Hennedub for bl.a. albummet BO4L (Kesi) - Rune Rask & Jonas Vestergaard for albummet Sindssyge Ting (Suspekt) - Vera for "Oh My God" (Lord Siva) |
| Årets danske livenavn         | - Jada - Alphabeat - Malurt - The Minds of 99 - TopGunn |
| Årets nye danske livenavn     | - Jung - ArtigeArdit - Calby - Drew Sycamore - Mekdes |
| Årets bedrift                 | Podcasten Hvem er... (P3) |
| Årets forbillede              | Karen Vincent og Sarah Sølvsteen for kvindeorganisationen She Can Play |
| Danish Music Awards' Ærespris | The Savage Rose |
| Årets internationale album    | - Taylor Swift – Folklore - Harry Styles – Fine Line - Lana Del Rey – Norman Fucking Rockwell! - Pop Smoke – Shoot For The Stars Aim For The Moon - Stormzy – Heavy Is The Head |
| Årets internationale hit      | - The Weeknd – "Blinding Lights" - Victor Leksell – "Svag" - Megan Thee Stallion – "Savage" - Billie Eilish – "Everything I Wanted" - Dua Lipa – "Don’t Start Now" |

### Danish Music Awards 2021
Danish Music Awards 2021 blev afholdt den 20. november 2021 på Filmstationen Værløse, hvor TopGunn var vært. Prisuddelingen blev sendt den 21. november 2021 TV 2.
| Kategori                      | Vindere og nominerede |
| ----------------------------- | --- |
| Årets danske album            | - Artigeardit – Held & lykke med at komme hjem - Benny Jamz, Gilli, KESI (B.O.C) - Mere end musik - Branco - BABA BUSINESS 2 - Drew Sycamore - Sycamore - Erika de Casier - Sensational |
| Årets danske gruppe           | - Benny Jamz, Gilli, Kesi (B. O. C) - Fyr og Flamme - HUGORM - Scarlet Pleasure - The Minds of 99 |
| Årets danske solist           | - Drew Sycamore - Annika Aakjær - Artigeardit - Kidd - Lord Siva |
| Årets danske radiohit         | - Drew Sycamore – "45 Fahrenheit Girl" - Andreas Odbjerg - "i morgen er der også en dag" - Christopher feat. Clara Mae - "Good To Goodbye" - Ericka Jane - "I Say Stupid Things" - Lord Siva - "Stjernerne" |
| Årets danske streaminghit     | - Kidd – "Buongiorno" - Artigeardit X KESI - "Er Her" - Benny Jamz, Gilli, KESI (B.O.C) - "Ibiza" - Lord Siva - "Stjernerne" - RH feat. Branco - "MCQUEEN" |
| Årets nye danske navn         | - Andreas Odbjerg - Amina - Ericka Jane - Gobs - Tobias Rahim |
| Årets danske sangskriver      | - Andreas Odbjerg for sit arbejde med bl.a. "I morgen er der også en dag", Tobias Rahims "Stor Mand", Drew Sycamores "45 Fahrenheit Girl" og Ericka Janes "I Say Stupid Things" - Artigeardit for Held & Lykke Med At Komme Hjem - Benjamin Hav for Tesla - Drew Sycamore for Sycamore - MØ for "Live to Survive"                                                                             |
| Årets danske producer         | - Sylvester Sivertsen 'Sly' - Asmus & Emil Harm for bl.a. Kidds "Buongiorno", Burhan G, Kidd & Tobias Rahims "BURHAN G" og Cheff Records feat. Kidd, TopGunn, Klumben & ELOQs "Sender mig til månen" - Erika de Casier for Sensational - Frederik & Fridolin Nordsø for Drew Sycamores album Sycamore - Joshua Duncan & Tobias Aldin for bl.a. Brancos album BABA BUSINESS 2 og Aminas Savage |
| Årets danske livenavn         | - The Minds of 99 - Jada - Kidd - Pernille Rosendahl - Suspekt |
| Årets nye danske livenavn     | - Tessa - Andreas Odbjerg - Dopha - HUGORM - Tobias Rahim |
| Danish Music Awards' Ærespris | Rasmus Seebach |
| Årets internationale album    | - Olivia Rodrigo – Sour - Ariana Grande – Positions - Dave - We’re All Alone In This Together - Doja Cat - Planet Her - Justin Bieber - Justice |
| Årets internationale hit      | - Lil Nas X – "Montero (Call Me by Your Name)" - Ed Sheeran - "Bad Habits" - Måneskin - "I WANNA BE YOUR SLAVE' - Olivia Rodrigo - "drivers license" - The Kid LAROI & Justin Bieber - "STAY" |

### Danish Music Awards 2022
Danish Music Awards 2022 blev afholdt den 3. november 2022 i Moltkes Palæ i København. Prisuddelingen var kun for de nominerede artister og musikbranchen, og blev ikke tv-transmitteret.
| Kategori                      | Vinder |
| ----------------------------- | --- |
| Årets danske album            | - Gilli – Carnival - Andreas Odbjerg - Hjem Fra Fabrikken - MØ - Motordrome - The Minds of 99 - Infinity Action - Tina Dickow - Bitte Små Ryk |
| Årets danske gruppe           | - The Minds of 99 - GMG - Jonah Blacksmith - Katinka band - Lukas Graham |
| Årets danske solist           | - Tobias Rahim - Andreas Odbjerg - ICEKIID - Jada - Tessa |
| Årets danske radiohit         | - Andreas Odbjerg – "Hjem fra fabrikken" - Blæst - "Juice" - Jonah Blacksmith - "House On Fire" - The Minds of 99 - "Under Din Sne" - Tobias Rahim - "Mucki Bar" |
| Årets danske streaminghit     | - Tobias Rahim – "Mucki Bar" - Andreas Odbjerg - "Hjem fra fabrikken" - Gilli - "Kender Ik' i Morgen" - The Minds of 99 - "Under Din Sne" - Tobias Rahim - "Feberdrømmer Xx Dubai" |
| Årets nye danske navn         | - Lamin - Blæst - D1MA - Mina Okabe - Pil |
| Årets danske sangskriver      | - MØ for Motordrome - Andreas Odbjerg for Hjem Fra Fabrikken - Artigeardit & Lamin for Ny Agenda - Tina Dickow for Bitte Små Ryk - Tobias Rahim for bl.a. "Feberdrømmer Xx Dubai", "Mucki Bar", "Flyvende Faduma" og "Når Mænd Græder" |
| Årets danske producer         | - Arto Louis Eriksen for Tobias Rahims "Feberdrømmer Xx Dubai", "Mucki Bar", "Flyvende Faduma" og "Når mænd græder" - Anton Westerlin for bl.a. Artigeardit & Lamins EP Ny Agenda og Lamins "Gode dage, Gode Drinks", Artigeardits "Hensigt" og CSKI's "Stable". - Benjamin Lasnier & Lasse "Pilfinger" Kramhøft for bl.a. Da Baby's "Lonely" feat. Lil Wayne, M Huncho's "Who We Are" feat. Yung Bleu og Kid Ink's "Dead Wrong". - Mekdes for Greedy - Pitchshifters for bl.a. Andreas Odbjergs album Hjem Fra Fabrikken |
| Årets danske livenavn         | - Jada - Artigeardit - Benjamin Hav - Burhan G - Tessa |
| Årets nye danske livenavn     | - Prisma - Blæst - Eee Gee - FABRÄK - Lamin |
| Danish Music Awards' Ærespris | Sivas |
| Årets internationale album    | - Adele – 30 - Beyonce - Renaissance - Ed Sheeran - = - Harry Styles - Harry's House - Kendrick Lamar - Mr. Morale & The Big Steppers |
| Årets internationale hit      | - Lizzo – "About Damn Time" - Central Cee - "DOJA" - GAYLE - "abcdefu" - Harry Styles - "As It Was" - Jack Harlow - "First Class" |

### Danish Music Awards 2023
Danish Music Awards 2023 blev afholdt den 16. november 2023 på The Plant i København. Prisuddelingen var ligesom året før kun for de nominerede artister og musikbranchen, og blev ikke tv-transmitteret.
| Kategori                      | Vindere og nominerede |
| ----------------------------- | --- |
| Årets danske album            | - Længe leve - Artigeardit - Ev1gt&Altid - D1ma - She-Rex - Eee Gee - Jeg venter i lyset - Guldimund - Dansktop - Ukendt Kunstner |
| Årets danske gruppe           | - Ukendt Kunstner - Aqua - Blæst - Lamin & Artigeardit - Suspekt |
| Årets danske solist           | - Christopher - D1ma - Lamin - Saint Clara - Tessa |
| Årets danske hit              | - "Jeg ka' rigtig godt li' dig" - Ida Laurberg feat. Andreas Odbjerg - "Tak for sidst" - Gobs - "Dronning af Månen" - Pil - "Oh My God" - Saint Clara - "Verden vågner" - Gilli feat. Saveus |
| Årets nye danske navn         | - Ida Laurberg - August Høyen - Bathsheba - Danser Med Piger - Svea S |
| Årets danske sangskriver      | - Erika de Casier og Fine Glindvad for NewJeans – NewJeans 2nd EP Get Up - Artigeardit for sit arbejde med albummet Længe leve - Engelina Andrina, Jesper Lading Helles, Nicki Pooyandeh og Tessa for deres arbejde på Tessas Engletårer - Guldimund for Jeg venter i lyset - Hans Phillip for sit arbejde på Dansktop og A&B                                                                                    |
| Årets danske producer         | - Martin René, Anton Westerlin og Alibi Rafeon for D1MA – Ev1gt&Alt1d - Frederik Thaae, Anton Westerlin og Adam Hillebrandt for Artigeardits album Længe leve - Jens Ole McCoy for sit arbejde med albummet Dansktop - Rob Smyles og JenneJenne for deres arbejde på Lamin og Artigeardits album Nu hvor vi er her, TopGunns sang "For altid" og Masalbum Vi ses - SLY for sit arbejde med Måneskins album Rush! |
| Årets danske livenavn         | - Artigeardit - Blæst - Gilli - Suspekt - Ukendt Kunstner |
| Årets nye danske livenavn     | - Zar Paulo - D1ma - Emma Sehested Høeg - Kind mod Kind - Pil |
| Danish Music Awards' Ærespris | Alberte Winding |
| Årets internationale album    | - Midnights - Taylor Swift - Actual Life 3 - Fred Again.. - Endless Summer Vacation - Miley Cyrus - This Is What I Mean - Stormzy - SOS - SZA |
| Årets internationale hit      | - "Flowers" - Miley Cyrus - "Sprinter" - Dave & Central Cee - "People" - Libianca - "Escapism" - Raye feat. 070 shake - "Unholy" - Sam Smith feat. Kim Petras |

### Danish Music Awards 2024
Danish Music Awards 2024 blev afholdt den 28. november 2024 på The Plant i København. Sara Sadiq Frost var uddelingens vært og der var liveoptrædener fra Annika, Baloosh og Mumle.
| Kategori                      | Vindere og nominerede |
| ----------------------------- | --- |
| Årets danske album            | - SkyLL - Lamin - KENNY - Benny Jamz og Gilli - Ratking - Brimheim - Noahs ark - Noah Carter - Allerhelst vil vi elskes - URO |
| Årets danske gruppe           | - Kind mod Kind - Hugorm - Roya - The Minds of 99 - Suspekt |
| Årets danske solist           | - Medina - Gobs - Kesi - Lamin - Pil |
| Årets danske hit              | - "555" - Gilli & Kesi - "Så længe jeg er sexy" - Annika - "Det modsatte" - Mumle - "Alt det" - Thor Farlov feat. Noah Carter - "Dark Room" - Tobias Rahim feat. Icekiid |
| Årets nye danske navn         | - Annika - Baloosh - Ella Augusta - Kundo - Mumle |
| Årets danske sangskriver      | - Giift for sit arbejde med Beyoncé’s album Cowboy Carter og Kehlani’s album While We Wait 2'' - Celine Svanbeck for sit arbejde med Christophers "It Could Have Benn Us" feat. Griff og Medinas "Giv mig alt" og "Danser for mig selv". - Lamin for sit arbejde på EP’en De her timer og albummet SkyLL - Mas for sit arbejde på EP’en Når man taler om solen og Thor Farlovs "Hej" og "Alt det" feat. Noah Carter - URO for sit arbejde på albummet Allerhelst vil vi elskes                                                                  |
| Årets danske producer         | - Anton Westerlin for sit arbejde med Lamins album SkyLL og EP’en De her timer og sine bidrag til Noah Carters album Noahs Ark og Kesis album FOMO 88.8 FM - Kind mod Kind for sit arbejde med albummet </3 - Nicki Pooyandeh for sit arbejde med Gillis album Kiko Club og Benny Jamz og Gillis album Kenny - Rune Rask for sit arbejde med Suspekts album Ancient Aliens, "Tænker ik på andre" feat. URO og "København" feat. Suspekt & Benjamin Hav - Søren Buhl for sit arbejde med Guldimunds "Storebæltsbroen" og Brimheims album Ratking |
| Årets danske livenavn         | - The Minds of 99 - Lukas Graham - Medina - Nik & Jay - Pil |
| Årets nye danske livenavn     | - Smag På Dig Selv - APHACA - Aysay - Ida Laurberg - JJ Paulo |
| Danish Music Awards' Ærespris | Mø |
| Årets internationale album    | - Brat - Charlie XCX - Hit Me Hard and Soft - Billie Eilish - The Rise and Fall of a Midwest Princess - Chappell Roan - Something To Give Each Other - Troye Sivan - Cowboy Carter - Beyoncé |
| Årets internationale hit      | - "Espresso" - Sabrina Carpenter - "Birds of a Feather" - Billie Eilish - "Good Luck, Babe!" - Chappell Roan - "A Bar Song (Tipsy)" - Shaboozey - "Beautiful Things" - Benson Boone |